# Bataille d'Alep
Pour les articles homonymes, voir Siège d'Alep (homonymie) et Prise d'Alep.
Guerre civile syrienne
Batailles
- 1re Deraa
- 2e Deraa
- Homs
- Banias
- Telkalakh
- 1re Rastane
- Talbiseh
- 1re Jisr al-Choghour
- 1re Jabal al-Zawiya
- 1er Hama
- Lattaquié
- 2e Rastane
- 1er Zabadani
- Douma
- 3e Rastane
- 2e Zabadani
- 1er Qousseir
- 1re Azaz
- 1re Idlib
- Taftanaz
- 4e Rastane
- Nobl et Zahraa
- Tremseh
- 1re Damas
- Ghouta orientale
- Alep
- Al-Tel
- Menagh
- 1er Régiment 46
- 1re Maarat al-Nouman
- Cheikh Souleimane
- 2e Taftanaz
- 2e Hama
- Kuweires
- 1re Al-Chaddadeh
- 1re Yaaroubiyé
- 1re Raqqa
- 2e Qousseir
- 3e Qousseir
- Ras al-Aïn
- Daraya
- Maaloula
- 2e Azaz
- Mahin et Sadad
- 2e Yaaroubiyé
- 1re Tall Hamis
- 2e Raqqa
- 1re Jarablous
- Al-Manajir
- Otaybah
- Yabroud
- Markada
- Kassab
- 1re Khan Cheikhoun
- Rankous
- 1re Boukamal
- Tall al-Jabiyah
- 1re Deir ez-Zor
- 1re Kobané
- Ras al-Maara
- 2e Deir ez-Zor
- Al-Chaer
- Division-17
- Brigade 93
- 1re Tabqa
- Djezaa
- 2e Kobané
- Mabrukah
- 3e Yaaroubiyé
- 2e Jabal al-Zawiya
- Wadi al-Deïf
- 2e Tall Hamis
- Tall Tamer
- 2e Régiment 46
- Bosra
- Cheikh Hilal
- 2e Idlib
- Foua et Kafraya
- Bousra al-Harir
- Qalamoun
- 2e Jisr al-Choghour
- 1re Palmyre
- Al-Amr
- 1re Tall Abyad
- Sourane
- 1re Hassaké
- Brigade 52
- Aïn Issa
- 2e Hassaké
- 3e Zabadani
- Sarrine
- Sahl al-Ghab
- Malkiyé
- Al-Qaryatayn
- 1re Marea
- 1re Abou Douhour
- 3e Hama
- Al-Hol
- 1re Tichrine
- Cheikh Meskin
- 1re Tall Rifaat
- 2e Al-Chaddadeh
- Khanasser
- 2e Tall Abyad
- 2e Palmyre
- Al-Raï
- 2e Maarat al-Nouman
- 1re Tasil
- Qamichli
- 2e Tall Rifaat
- Khan Touman
- 3e Raqqa
- 2e Marea
- 1re Manbij
- 2e Tabqa
- 2e Boukamal
- 3e Hassaké
- Opération Bouclier de l'Euphrate
- 2e Jarablous
- 4e Hama
- 4e Raqqa
- 3e Palmyre
- Al-Bab
- Wadi Barada
- 4e Palmyre
- 1re Poche d'Idlib
- 2e Tasil
- 5e Hama
- al-Hamad
- 3e Tabqa
- Badiya
- al-Tanaf
- Aqareb et Maboujé
- 5e Raqqa
- 2e Poche d'Idlib
- 1re Al-Soukhna
- Ouqayribat
- 3e Deir ez-Zor
- 2e Abou Douhour
- Beït Djine
- Mayadine
- 3e Boukamal
- Afrine
- Khoucham
- 3e Poche d'Idlib
- 4e Boukamal
- 3e Deraa
- 1re Soueïda
- Al-Safa
- 4e Poche d'Idlib
- 2e Khan Cheikhoun
- Opération Source de paix
- Baricha
- Maarat al-Nouman et Saraqeb
- 2e Al-Soukhna
- 4e Deraa
- Al-Sinaa
- 2e Afrine et al-Bab
- Opération Griffe-Épée
- 4e Deir ez-Zor
- Offensive rebelle de 2024 en Syrie
- 2e Alep
- 6e Hama
- 2e Homs
- 5e Palmyre
- 2e Damas
- 2e Manbij
- 2e Tichrine
- Côte syrienne
- Jaramana et Sahnaya
- 2e Soueïda

- Houla
- Al-Koubeir
- Daraya
- al-Bayda et Baniyas
- Barouda
- Ghraneidj et d'al-Keshkeyyi
- Kobané
- Khan Cheikhoun
- Al-Qaryatayn

- Khan al-Assal
- Jobar
- Saraqeb
- Adra et Douma
- Ghouta
- Talmenes
- Sarmin
- Ouqayribat
- Khan Cheikhoun
- Douma

- 1er Damas
- 2e Damas
- 3e Damas
- Jaramana
- 4e Damas
- 5e Damas
- 1er Homs
- 2e Homs
- Hassaké
- Tall Tamer
- 1er Sayyida Zeinab
- 3e Homs
- 2e Sayyida Zeinab
- Tartous et Jablé
- Qamichli
- Azaz
- Soussiane
- 4e Homs
- 6e Damas
- 7e Damas
- Rachidine
- Al-Tojjar
- Manbij
- Afrine
- 8e Damas

- Incidents frontaliers Syrie-Turquie
- Conflit au Liban
- Crise russo-turque de 2015

- Intervention de l'Iran
- Confrontations israélo-syriennes
- Coalition internationale
- Opérations aériennes de la coalition
- Intervention de la Russie
- Opération Inherent Resolve
- Opération Chammal
- Opération Impact
- Bombardement de la base aérienne d'Al-Chaayrate
- Bombardements de Barzé et de Him Shinshar

La bataille d'Alep a lieu de 2012 à 2016 lors de la guerre civile syrienne, dans l'ancienne capitale économique et deuxième ville de Syrie. La bataille débute le 19 juillet 2012 par une offensive des rebelles qui s'emparent rapidement des quartiers est, mais échouent à emporter toute la ville. Pendant quatre ans, Alep se retrouve divisée entre sa partie ouest, tenue par le régime, et sa partie est, contrôlée par l'opposition. Les combats se déplacent en périphérie, chaque camp cherchant à encercler l'autre, les rebelles y parvenant brièvement à l'automne 2013.
De multiples factions prennent part à la bataille. Le camp loyaliste se compose de l'armée arabe syrienne, de milices pro-gouvernementales — avec principalement les Forces de défense nationale, le Liwa al-Quds et les Brigades du Baas — et de l'Iran qui engage le Corps des Gardiens de la révolution islamique, son armée régulière et surtout plusieurs milices islamistes chiites irakiennes, libanaises et afghanes — essentiellement le Hezbollah, le Harakat Hezbollah al-Nujaba et la Brigade des Fatimides. Le camp rebelle rassemble quant à lui une multitude de brigades, pour la plupart affiliées à l'Armée syrienne libre — la plus importante à Alep étant jusqu'en 2014 le Liwa al-Tawhid — de groupes islamistes sunnites indépendants comme Ahrar al-Cham, ou salafistes djihadistes comme le Front al-Nosra. En 2015, la plupart des groupes de l'opposition se rassemblent au sein de la coalition Fatah Halab. Apparu en 2013 à Alep, l'État islamique combat d'abord aux côtés de la rébellion avant d'entrer en conflit avec elle début 2014. Chassé d'Alep en janvier 2014 par les rebelles, l'État islamique poursuit cependant les combats aux abords de la ville. Les Kurdes des YPG tiennent quant à eux un quartier au nord d'Alep, ils suivent leurs propres objectifs et s'allient tantôt avec le régime et tantôt avec les rebelles.
Fin 2015, l'intervention militaire de la Russie finit par faire pencher la balance en faveur du camp loyaliste. Alep-Est est définitivement encerclée en septembre 2016, et en novembre 2016 les défenses rebelles s'effondrent. Acculés dans une ultime poche de résistance, les rebelles capitulent le 13 décembre 2016. Au terme d'un accord, les derniers insurgés et civils assiégés sont évacués vers le gouvernorat d'Idleb entre le 15 et le 22 décembre 2016.
La bataille d'Alep est la plus importante et la plus sanglante de la guerre civile syrienne. Elle cause la mort d'au moins 21 500 civils, essentiellement dans des bombardements commis par les deux camps, mais d'une ampleur supérieure par le côté loyaliste. Les frappes menées par le régime syrien et la Russie ont visé intentionnellement les populations civiles, les hôpitaux et la Défense civile syrienne, avec notamment l'utilisation de barils explosifs largués par hélicoptère, d'armes à sous-munitions et d'armes chimiques.

## Contexte
Avant le conflit, Alep est peuplée de 2  à   2,5 millions d'habitants — plus que la capitale Damas : les sunnites arabes sont majoritaires et représentent 65 % de la population, les Kurdes 20 %, les chrétiens 10 %, les Alaouites 5 %, sans compter une petite minorité de Druzes et d'Ismaéliens. C'est une ville industrielle et commerçante, véritable capitale économique de la Syrie. Le quartier historique d'Alep, appelé le Vieil Alep, avec sa Grande Mosquée, sa citadelle et son souk, est classé au patrimoine mondial de l'UNESCO. Les quartiers de l'ouest et du centre, avec notamment Chahba et Haleb el-Jedid (le Nouvel Alep), sont les plus riches, habités par la bourgeoisie, les chrétiens et les Alépins d'origine. Les quartiers de l’est, comme Sakhour, Chaar, Salheen et Hanano, sont les plus modestes, peuplés par une population originaire des campagnes. Le quartier d'Hamdaniyé, au sud-est, est celui des fonctionnaires, là où les Alaouites sont également les plus présents. Les Kurdes occupent quant à eux principalement le quartier de Cheikh Maqsoud, au nord,,,,,.
Depuis 2011, la ville est le théâtre de manifestations contre le régime de Bachar el-Assad, bien qu'elles ne soient pas les plus massives du pays. Les habitants conservent aussi le souvenir d'un premier siège de la ville, qui avait eu lieu en 1980 et 1981, lors de l'insurrection des Frères musulmans en Syrie, et de la répression qui avait suivi,,.
Le 10 février 2012, un double attentat à la voiture piégé frappe un bâtiment de la sécurité militaire et un siège des forces de l'ordre. L'attaque est revendiquée par le Front al-Nosra, elle fait vingt-huit morts et plus de deux cent trente blessés,,.

## Forces en présence

### La rébellion

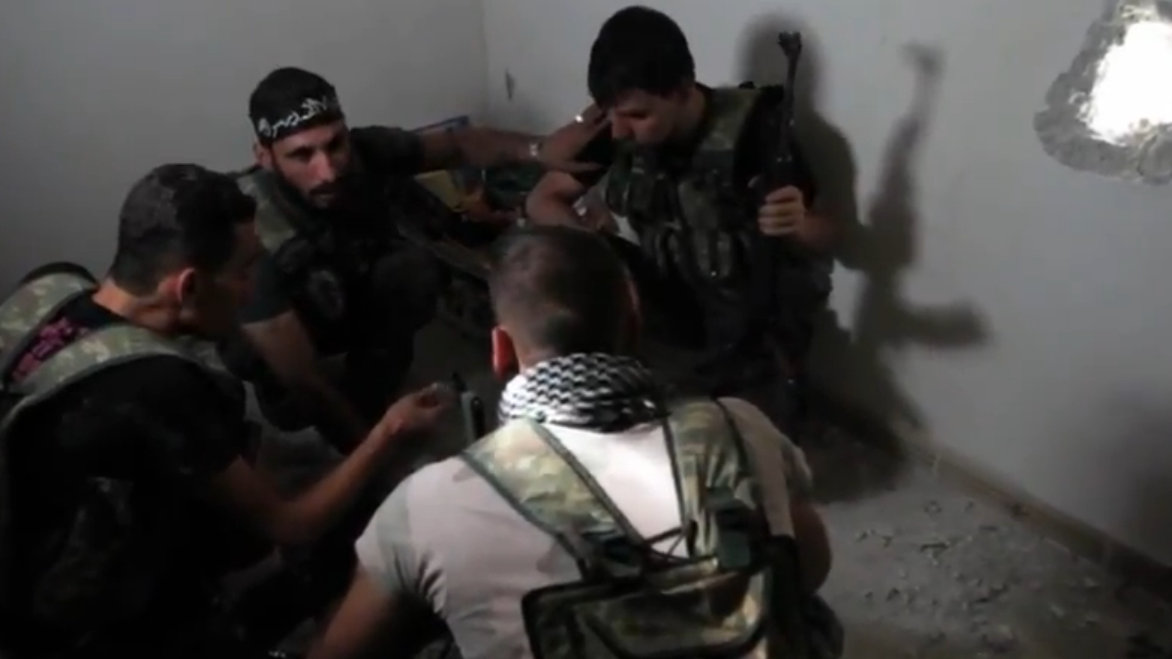
Rebelles de l'Armée syrienne libre à Alep en octobre 2012.

À l'été 2012, l'ensemble de la région au nord d'Alep passe aux mains de l'opposition. Les localités sont prises les unes après les autres ; Jerablus, le 17 juillet, puis Azaz le 19 juillet, Manbij le 20 juillet, ainsi que Marea et Al-Bab.
Le 18 juillet 2012, la plupart des groupes insurgés ayant participé à cette campagne se rassemblent au sein du Liwa al-Tawhid, affilié à l'Armée syrienne libre (ASL), et dirigé par Abd al-Qader Salah, chef militaire, et Abdelaziz Salameh, chef politique. Dès le lendemain, le nouveau groupe rebelle lance l'offensive sur la ville d'Alep. Contrairement à la bataille de Damas, déclenchée au même moment à la demande des soutiens arabes et occidentaux de l'opposition qui espèrent ainsi provoquer une chute rapide du régime, l'offensive d'Alep se fait sans soutien étranger. Elle se fait également contre l'avis du « Conseil militaire d'Alep », dirigé par le colonel Abdul Jabbar al-Oqaidi, mais faute d'autorité réelle sur le Liwa al-Tawhid, ce dernier est contraint de soutenir l'opération,.

### Forces loyalistes
Lors de l'offensive des rebelles, Alep n'est principalement tenue que par des forces de police, en partie noyautées par les rebelles, et par les milices Chabiha, qui ont activement participé à la répression des manifestations au cours des mois précédents. Les rebelles ont d'abord la maîtrise des combats grâce à leur progression militaire rapide. Mais à partir du 26 juillet, un convoi militaire de 2 000 soldats, transportés par 100 chars et 400 véhicules blindés, entre en ville, pour garder la mainmise sur la ville. Les forces spéciales sont également présentes à Alep à partir de cette date. Au total, près de 10 000 hommes, dont 1 500 miliciens, seraient alors amassés dans la ville et dans les alentours. Pour minimiser ses pertes, l'armée utilise l'artillerie, des hélicoptères et des avions de chasse pour bombarder et mitrailler les quartiers sous mainmise des rebelles, ce qui cause de très lourdes pertes civiles,,,.

## Déroulement

### Offensive des rebelles en juillet 2012

Offensive rebelle sur Alep en juillet 2012 :
Zones contrôlées par le régime syrien
Zones contrôlées par les rebelles

Le 19 juillet 2012, les rebelles attaquent la ville d'Alep depuis les campagnes au nord de la ville,,,,. Ils parviennent à pénétrer dans la cité sans rencontrer de résistance et s'emparent dans les premiers jours d'une dizaine de quartiers, dont ceux de Salaheddine, Sahrour, Tariq al-Bab, Chaar, Nasaken Hanano et cheikh Najjar,,,,,,. Peu nombreux et mal armés, les rebelles emploient des tactiques de guérilla dans les combats de rue à l'intérieur de la ville. Plutôt que de tenir des positions, ils privilégient alors la mobilité, mais ils prennent aussi à l'armée des chars et des armes lourdes,.
Cependant, les manifestations anti-régime à Alep n'avaient pas été les plus massives observées dans le pays, la population est divisée. Les habitants des quartiers ouest, plutôt bourgeois, ainsi que les commerçants aisés, ne se solidarisent pas avec la rébellion et restent défiants vis-à-vis des insurgés, dont la plupart sont alors plutôt originaires des localités rurales environnantes,. Ces derniers s'implantent davantage dans les quartiers sunnites de l'est et du sud,, où des manifestations anti-Assad se poursuivent.
La nuit du 23 au 24 juillet, une mutinerie éclate dans la prison centrale, au nord de la ville, et est réprimée au prix de la mort de huit détenus. Le 24 juillet, les bombardements loyalistes s'intensifient à Alep alors que les combats se poursuivent dans les quartiers de Soukkari et à la périphérie de Salaheddine.
Le 25 juillet, l'armée syrienne envoie depuis Damas des renforts vers Alep. En route, les rebelles mènent au moins deux attaques contre les convois militaires, afin de ralentir leur arrivée. L'ASL envoie également de son côté des troupes supplémentaires à Alep ; 1 500 à 2 000 hommes qui viennent renforcer 2 000 combattants déjà présents selon les déclarations à l'AFP d'un responsable du régime,,. L'armée commence ensuite à se déployer autour de la ville,.
Le même jour, à l'intérieur d'Alep, les rebelles s'emparent du commissariat du quartier de Chaar après trois jours de siège, six policiers sont tués au combat et plusieurs dizaines sont faits prisonniers. Le 27 juillet, des combats ont lieu à al-Jamiliyé, dans le centre. Le même jour, une centaine de soldats et de miliciens sont capturés par les rebelles aux abords d'Alep,. Les rebelles se préparent également à l'offensive du régime en barricadant les rues et en installant des centres de soins dans les sous-sols des écoles et des mosquées. De leur côté, les civils fuient en masse les combats.

### Première contre-offensive du régime

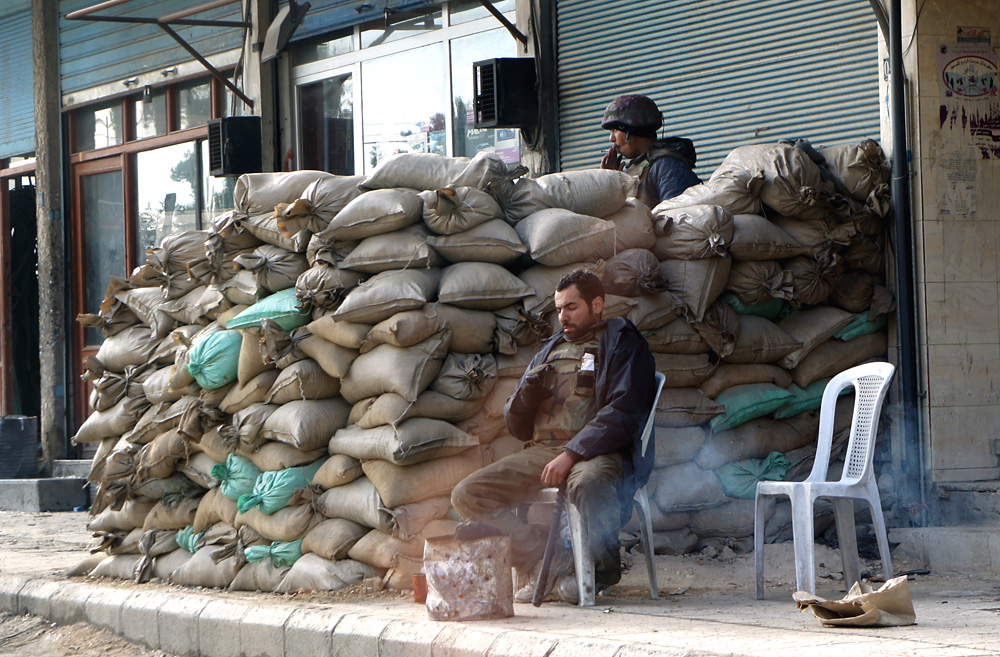
Des soldats de l'armée syrienne à Alep en 2012.

À la date des 28 et 29 juillet 2012, l'Armée syrienne libre est implantée d'ouest en est dans la Nouvelle-Alep, les quartiers de Salaheddine, Seïf al-Dawla, Soukkari, Boustane el-Kasr, Jamiliya, la vieille ville, Qadi Askar, Zahraa, Sakhour, Haidariya et Hanano. Le nord et l'ouest de la cité restent essentiellement aux mains des loyalistes.
À partir de fin juillet, les combats les plus intenses se concentrent à Salaheddine, dans le sud-ouest d'Alep. Après avoir rassemblé ses forces au nord et à l'ouest de la ville, l'armée syrienne lance le 28 juillet au matin une première offensive contre le quartier de Salaheddine. Les rebelles du Liwa al-Tawhid repoussent l'assaut, au moins 11 civils, 10 soldats loyalistes et 8 rebelles sont tués selon l'OSDH. L'AFP constate la destruction de trois chars et deux blindés, ainsi que la mort de six militaires et quatre rebelles. Des combats ont également lieu le même jour et le lendemain dans les quartiers de Hamdaniyé, Bab al-Nasr, Bab al-Jadid, Zahraa, Arkouba, Nasaken Hanano et Sahrour,,,,,,. Le soir du 29 juillet, les loyalistes repartent à l'assaut, et le 30, l'armée syrienne déclare avoir repris une partie de Salaheddine. Mais le colonel Abdul Jabbar al-Oqaidi, chef du conseil militaire d'Alep, dément, il affirme que les forces gouvernementales n'ont « pas avancé d'un seul mètre », que leur assaut a été repoussé pendant la nuit et que quatre de leurs chars ont été détruits. Pour l'OSDH, l'armée syrienne n'est entrée que dans la périphérie du quartier,,,.
Le 30 juillet, après trois jours de combats, les rebelles parviennent à prendre le poste d'Anadane, situé au nord de la ville, ce qui leur permet de disposer d'une voie de ravitaillement reliant Alep à la frontière turque.
La nuit du 30 au 31 juillet, les rebelles attaquent le siège du tribunal militaire d'Alep. Le 31, des combats ont également lieu près du siège des renseignements aériens à al-Zahra, à l'ouest, et près d'une branche du parti Baas. Enfin, l'ASL s'empare de trois commissariats à Salhine et Bab Nairab, dans le sud-est d'Alep. Selon l'OSDH, 40 policiers sont tués dans ces derniers assauts. Le même jour des miliciens du clan des Berri interviennent dans la bataille aux côtés des forces du régime,,,. 

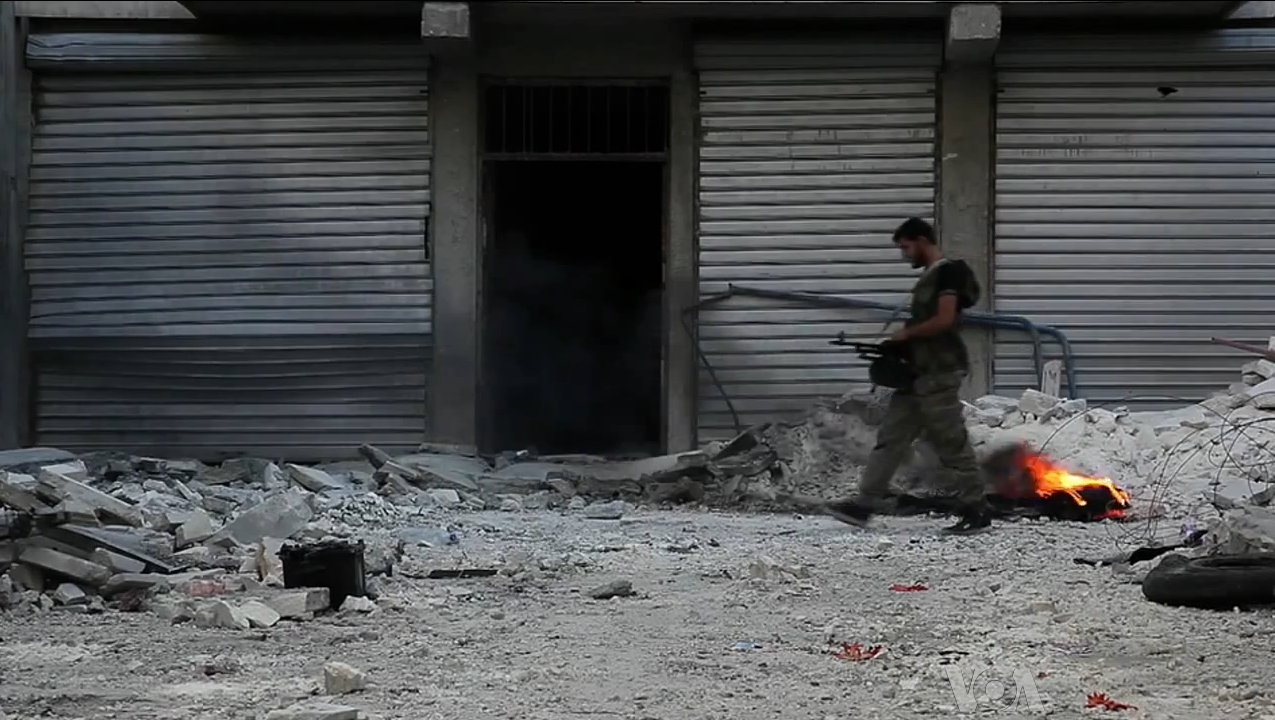
Un rebelle de l'Armée syrienne libre à Alep, le 6 octobre 2012.

Le soir du 30 juillet, à la suite d'une demande de renfort lancée du côté de l'aéroport d'Alep ou bien pour l'attaque d'un commissariat, un groupe de 25 rebelles traverse le quartier de Neirab après avoir obtenu l'autorisation d'Hassan Zeino Berri, chef du clan Berri, qui contrôle la zone avec 400 hommes,. Mais les rebelles tombent dans un piège et 12 à 15 d'entre eux sont tués et presque tous les autres blessés,. Le 31 juillet, les rebelles du Liwa al-Tawhid se vengent en attaquant les forces du clan Berri,. Dix miliciens prorégime sont tués et 35 capturés. Sept prisonniers sont fusillés, dont Hassan Zeino Berri, un des chefs du clan sunnite prorégime des Berri, haï par une bonne partie de la population pour ses exactions,,,. La vidéo de la fusillade est mise en ligne sur YouTube, provoquant un fort retentissement international,,. Mais selon Amnesty International, d'autres exécutions non filmées sont commises, au total 14 membres du clan ont été sommairement exécutés, certains ont notamment été pendus. Les auteurs affirment avoir mené ces représailles, car les combattants du clan des Berri avaient violé leur promesse de rester neutre dans le conflit et les avaient attaqués sur leurs arrières. Cependant, plusieurs hauts commandants de l'Armée syrienne libre condamnent officiellement ces tueries et le 2 août, les Comités de coordination locaux (CCL) mettent en place un « Code d'honneur des membres de l'Armée syrienne libre ». De son côté, le clan des Berri promet de se venger et dès le 1er août, des affrontements opposent ses combattants aux rebelles dans le quartier Bab Nairab, dans le sud-est de la ville.
Le 2 août, les rebelles commencent le siège de l'aéroport de Menagh, situé à 30 kilomètres au nord-ouest d'Alep. Cette base aérienne est alors la dernière position du régime syrien entre la ville et la frontière turque, c'est principalement de là que décollent les avions et les hélicoptères du régime qui bombardent Alep,.
La nuit du 3 au 4 août, les rebelles attaquent le bâtiment de la télévision d'État à Alep, mais ils sont bombardés par l'aviation et doivent se retirer. Les combats se poursuivent également dans les quartiers de Salaheddine et Seïf al-Dawla,. Le calme demeure cependant dans les quartiers de Chaar, Soukkari, Sakhour et Hanano, conquis par l'ASL, où les manifestations anti-régime se poursuivent malgré quelques bombardements. Les forces du régime tiennent quant à elles l'essentiel des quartiers ouest et le centre historique. La citadelle d'Alep est occupée par 500 à 1 000 soldats selon les estimations rebelles, les forces du Liwa al-Tawhid cherchent alors à encercler ce bastion en s'emparant des quartiers périphériques.
Le 4 août, l'armée syrienne pilonne intensément Alep. Le 5 août, les 20 000 hommes de l'armée syrienne arrivés en renfort achèvent leur déploiement autour de la cité. Le journal prorégime Al-Watan estime alors le nombre des « terroristes » entre 6 000 et 8 000 à l'intérieur de la ville et affirme que plusieurs centaines ont déjà été tués ou blessés.
Le 7 août, l'ASL attaque le quartier général de l'Armée populaire, qui regroupe des supplétifs de l'armée, dans le quartier d'Achrafiyé, au nord-ouest de la ville. L'attaque échoue et les assaillants se replient. Achrafiyé est alors tenu principalement par les miliciens kurdes des YPG, ces derniers autorisent les rebelles à traverser leur quartier, mais ils leur interdisent d'y rester, de peur d'être bombardés par l'aviation du régime. D'autres affrontements ont également lieu le même jour dans les quartiers d'Antakia, Aziziya, Bab Jénine, Sabah Bahrat, et près du palais de justice, à l'ouest.

### Offensive loyaliste à Salaheddine et Seïf al-Dawla, août 2012

Situation dans le gouvernorat d'Alep le 15 août 2012 :
Zones contrôlées par le régime syrien et ses alliés
Zones contrôlées par les rebelles
Zones contrôlées par les YPG

Début août, les rebelles affirment contrôler la moitié d'Alep, au moins 20 000 soldats du régime syrien sont déployés en renfort dans la ville, tandis que les insurgés déclarent compter environ 7 000 hommes, dont 2 000 dans le quartier de Salaheddine,,.
Le 8 août, à l'aube, l'armée syrienne passe à l'offensive à Salaheddine en entrant par l'ouest et par l'est avec des chars et des blindés. Les loyalistes progressent et annoncent la prise du quartier en début d'après-midi, ce que l'ASL conteste. Les rebelles annoncent ensuite avoir lancé une contre-attaque et repris trois des cinq rues perdues après avoir reçu les renforts de 700 hommes venus des quartiers de Soukkari, Bustan al-Qasr, Chaar et Hanano. En fin de journée, l'armée bat en retraite et les insurgés reprennent le quartier. Le Liwa al-Tawhid revendique la destruction de cinq chars. Mais le 9 août, dès 3 heures du matin, l'aviation loyaliste bombarde intensivement Salaheddine, au moins 40 rebelles sont tués et 40 immeubles détruits. À midi l'Armée syrienne libre annonce qu'elle se retire de Salaheddine et se replie sur Soukkari, au sud-est,,,,,. Le 10 août, l'ASL lance une contre-attaque pour reprendre Salaheddine,,,,,. Les combats se poursuivent dans ce quartier pendant plusieurs jours,. Le 13 août, l'armée syrienne entre dans le quartier de Seïf al-Dawla, situé à l'est de Salaheddine,,.
Sur d'autres fronts, le 10 août les rebelles tentent une attaque contre l'aéroport international d'Alep qui échoue. Le soir du 18 août, des hélicoptères larguent des tracts pour appeler les rebelles à se rendre. Le 20 août, des combats éclatent dans le quartier Souleimane al-Halabi.
Pendant ce temps, Alep est continuellement bombardée. Le 16 août, des obus d'artillerie tombent près de la boulangerie Al-Zarra située, à Qadi Askar, alors que des centaines de gens qui font la queue pour acheter du pain. Selon Human Rights Watch, au moins 60 personnes sont tuées et 76 blessées. Un autre attaque similaire, le 21 août, fait au moins 23 morts.

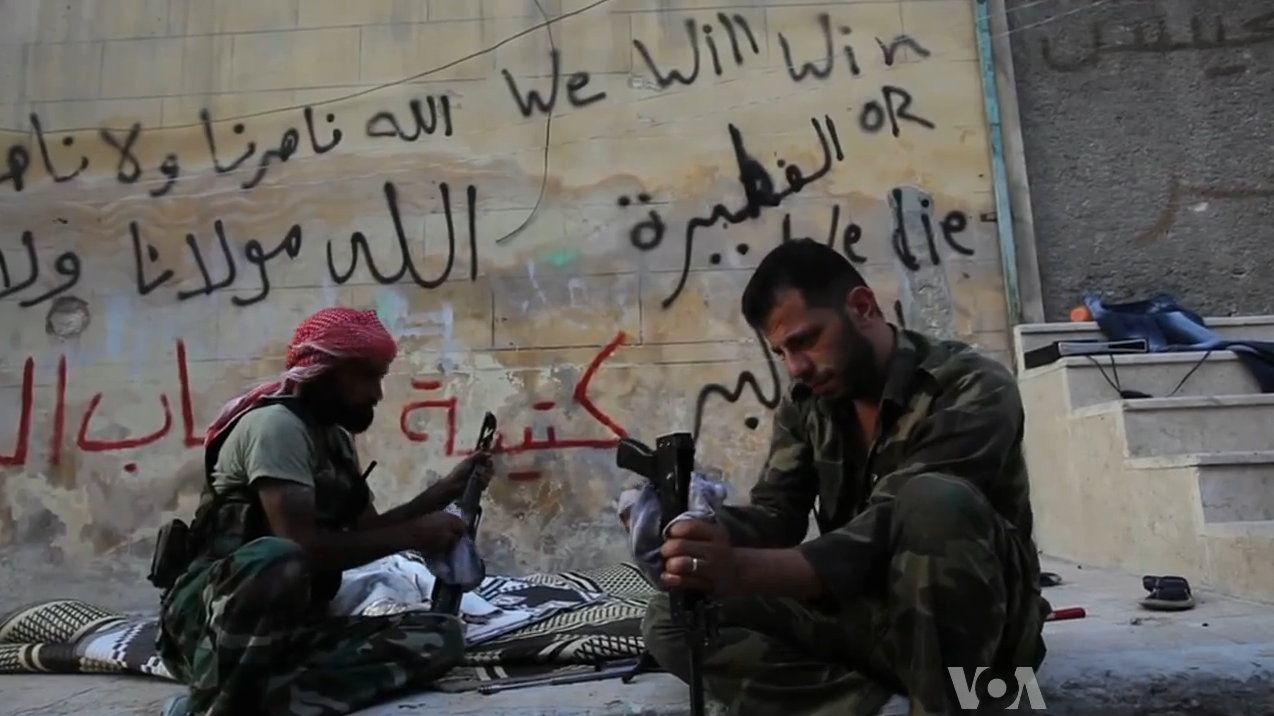
Des rebelles de l'Armée syrienne libre à Alep, le 19 octobre 2012.

Le 21 août, le colonel Abdul Jabbar al-Oqaidi, chef de l'Armée syrienne libre à Alep, déclare que les rebelles contrôlent plus de 60 % de la ville, soit une trentaine de quartiers, dont ceux de Seïf al-Dawla, Hanano et Sakhour, ainsi que 50 % du quartier de Salaheddine. L'armée syrienne dément et affirme au contraire que les rebelles reculent. Elle déclare également que Salaheddine est entièrement sous son contrôle depuis le 9 août, l'AFP confirme début septembre que ce quartier est effectivement tenu essentiellement par le régime,.
Le 23 août, l'armée affirme avoir repris le contrôle des quartiers chrétiens de Telal, Jdeidé et Sleimaniyé, situés dans le centre-ville,.
Fin août, les rebelles progressent à Qastal Al-Harami et arrivent en vue de la citadelle d'Alep, aussi bien par le nord que par le sud. L'Armée syrienne libre affirme également contrôler alors 90 % de la vieille ville. Les rebelles tiennent toujours plusieurs quartiers, dont ceux de Sakhour au nord-est, Chaar à l'est et Salhine au sud. Le quartier de Seïf al-Dawla, théâtre de nombreux affrontements, est quant à lui tenu au nord par les loyalistes et au sud par les rebelles,,,,,.

### Nouvelle offensive rebelle (2012)

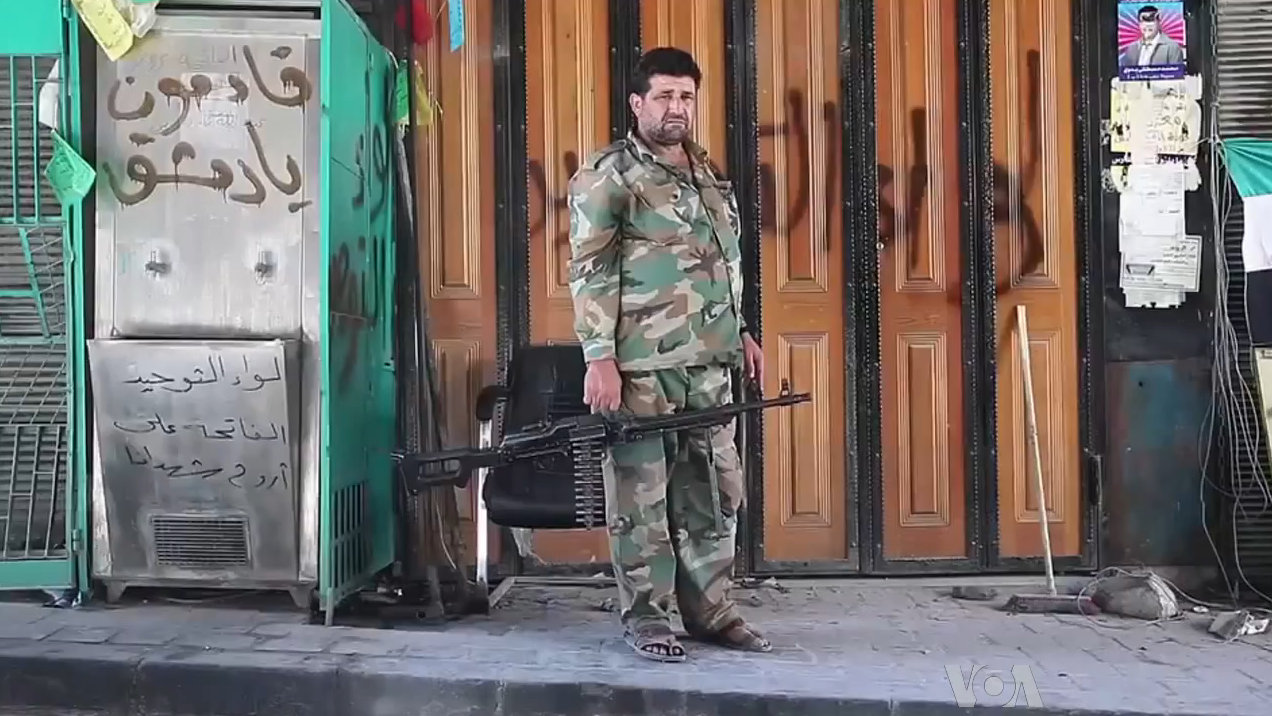
Rebelle de l'Armée syrienne libre à Alep, le 6 octobre 2012.

Après les affrontements de juillet et août, la bataille d'Alep évolue vers une guerre d'usure où aucun camp ne semble en mesure de prendre l'avantage,.
Le 5 septembre, les loyalistes reprennent le pont Barkoum, à 20 kilomètres au sud d'Alep, qui était tombé aux mains des rebelles trois semaines plus tôt.
Le 7 septembre, plus de 100 hommes de l'Armée syrienne libre attaquent la caserne d'Hanano, à l'est de la ville, abritant la police militaire, la police antiémeute et un centre de conscription. Les rebelles ont d'abord l'avantage, ils parviennent à s'emparer d'une partie de la caserne, récupèrent des armes et délivrent 350 prisonniers après un assaut qui fait quatre morts dans leurs rangs contre 18 chez les loyalistes selon l'Observatoire syrien des droits de l'homme. Mais les loyalistes contre-attaquent avec des chars et des hélicoptères et repoussent finalement les assaillants après 20 heures de combats. Au moins 20 soldats du régime capturés pendant les affrontements sont emmenés puis fusillés par les rebelles de la Brigade des Faucons d'Alep, membre de l'ASL,,,,,,,,.

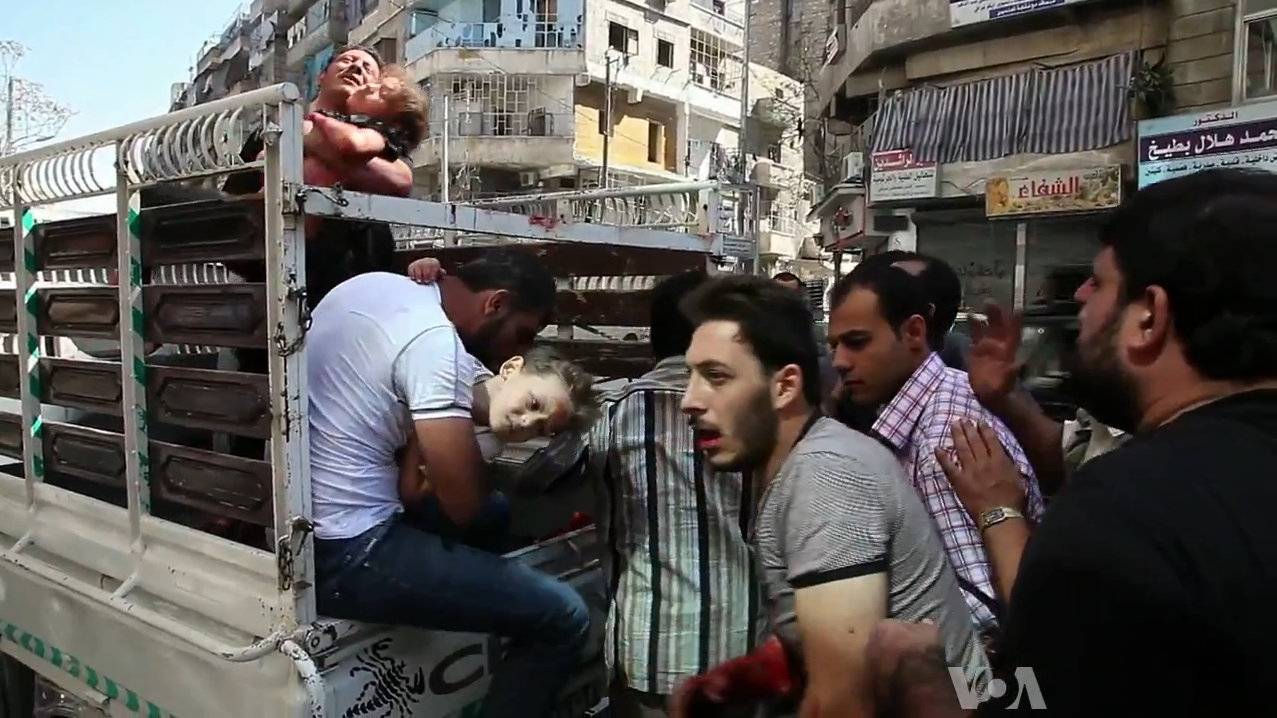
Victimes civiles de la guerre syrienne convoyées à l'hôpital d'Alep, le 5 octobre 2012.

Le 9 septembre, une voiture piégée explose près de l'hôpital Al-Hayat et de l'hôpital central, faisant au moins 30 morts et 64 blessés parmi les civils, dont des femmes et des enfants. Le jour suivant, l'Armée syrienne libre revendique l'attentat en affirmant que les hôpitaux étaient utilisés par l'armée syrienne,. Selon l'agence Sana, trois autres civils sont tués le même jour, dont une fille de 10 ans, et six blessés par une autre voiture piégée.
Les combattants rebelles ont eux annoncé avoir avancé dans le quartier contesté de Midane qui ouvre la voie vers la place principale d'Alep, selon un résident, les insurgés seraient entrés dans une rue du quartier de Midane. Les combats à Midane continueront le jour suivant avec des combats autour de deux commissariats de police qui seront pris par les insurgés mais d’où ils seront chassés par une contre-attaque de l'armée. Lors de nouveaux combats dans le quartier de Midane les insurgés sont entrés dans l'église de Gregory qu'ils ont transformée en camp retranché avant d'en être délogés par l'armée.
Tard dans la nuit, une unité de la garde républicaine a repris la mosquée Ansar que les rebelles avaient transformée en QG dans le quartier Arqoub situé devant la base militaire de Hanano, lors de l'assaut, plusieurs insurgés auraient été tués.
Le 15 septembre, après une semaine de combats l'armée tenait toujours la quasi-totalité du quartier de Midane à l'exception de quelques rues à la frontière du quartier Bostan Pasha and Arkoub tenus par les insurgés, pour la première fois, l'armée a installé des points de contrôle dans le quartier de Midane tandis que des heurts continuaient près de l’entrée de Bostan Pasha tandis que de nouveaux bombardements touchaient le commissariat de Hanano. Armenpress annonce que des dizaines de rebelles ont été tués lors des combats dans Midane qui est un quartier peuplé essentiellement d'Arméniens.  
Le 16 septembre, les insurgés tentent de reprendre pied à Midane en passant par le mur d'une église orthodoxe arménienne grâce à des RPG, après être entrés dans la cour de l'église, ils se sont heurtés à une unité de l'armée syrienne qui les a forcés à battre en retraite. Plus tard dans la journée, l'armée annonce que le quartier Midane était totalement sous contrôlebien que des snipers isolés rebelles soient toujours actifs dans le quartier ; un reporter de l'AFP dit aussi avoir vu les cadavres de neuf rebelles dans une rue de la quatrième zone du quartier. Le même jour, l'armée fera une avancée dans le quartier Arkoub tenu par les insurgés.
Le 18 septembre, le régime affirme avoir repris le contrôle du quartier de Midane, situé dans le centre-ville, après une semaine de combats acharnés,.

### Continuité des combats (2012)

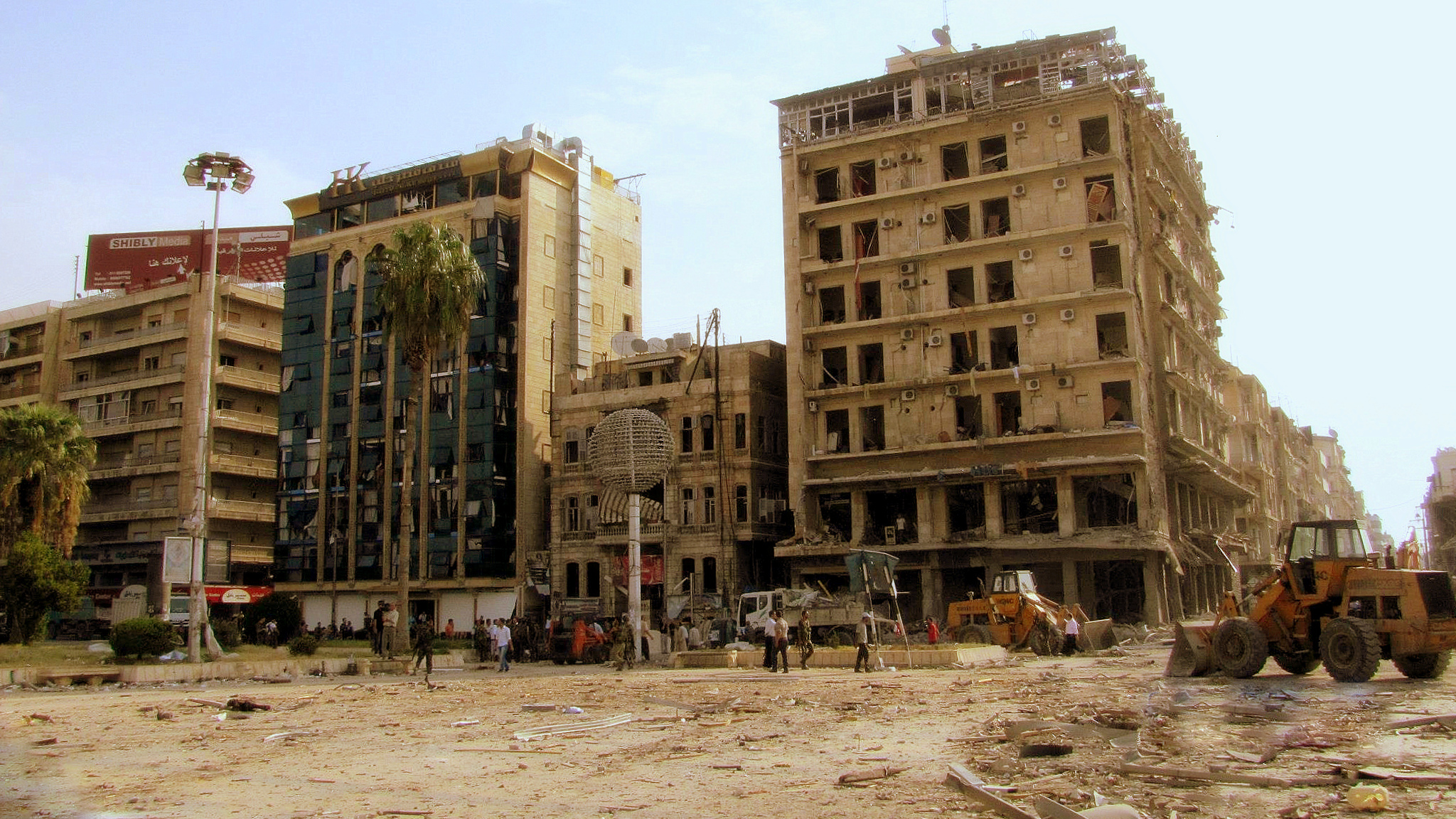
La place Saadallah al-Djabiri, après l'explosion de trois véhicules piégés, le 3 octobre 2012.

En raison d'un manque d'armes les rebelles à Alep doivent utiliser des armes faites maison, l'un des obusiers, appelé "Dadool" tire avec des obus faits maison, mais l'arme menace d'exploser à chaque utilisation ce qui nécessite un périmètre de 20 mètres pour tirer en sécurité.
Le 20 septembre, l'armée syrienne lance une offensive pour reprendre le quartier Bustan al-Qasr, rebelles et armée étaient aussi engagés dans des combats de rue dans le quartier Al-Halabi qui est adjacent à Midane. Selon des activistes à Alep 37 civils auraient été tués lors d'un bombardement sur la ville.
Pendant ce temps, les forces insurgées à Alep tentent de se regrouper sous un même commandement afin de mieux coordonner leurs attaques contre les positions de l'armée.
Dans la nuit du 20 au 21 septembre, des combats éclatent près de la base militaire d'Hanano selon l'OSDH, le quartier Bustan Al-Qasr était toujours attaqué par l'armée tandis que le quartier Shakour tenu par les rebelles était lui aussi attaqué pendant la journée.
Le 25 septembre, une source dans l'armée syrienne annonce à l'AFP que les opérations militaires dans le quartier Al-Arqoub étaient terminées et que l'armée fouillait maintenant les maisons du quartier à la recherche d’insurgés cachés; cependant pour l'OSDH les heurts continuent à Al-Arqoub.
L'AFP a fait un rapport sur une réunion de tous les commandants des brigades rebelles engagées dans la Bataille d'Alep, lors de laquelle ils jugent manquer d'armes et de munitions bien qu'ils aient réussi à récupérer 5 000 fusils d'assauts et 2 500 lanceurs de roquettes lors de leur assaut contre la base militaire d'Hanano.

### Offensive rebelle de septembre 2012

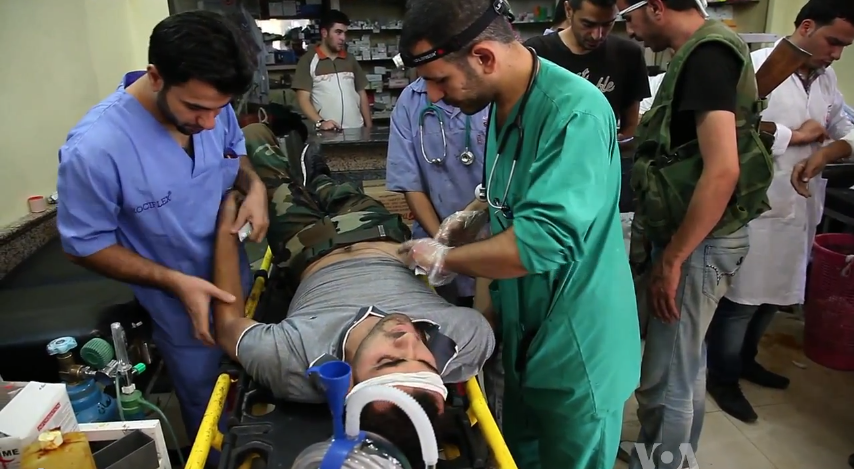
Médecins soignant des blessés rebelles et civils dans un hôpital d'Alep, le 5 octobre 2012.

Selon plusieurs sources, les insurgés lancent le 27 septembre une nouvelle offensive dès « l'heure H » pour le début d'une « bataille décisive », afin de s'emparer de la ville. Un commandant rebelle annonce que l'offensive avait été décidée pour surprendre l'armée syrienne qui grignotait leurs positions dans les quartiers du sud de la ville. Ce commandant déclare que Liwa al-Tawhid commandait l'opération en engageant 6 000 combattants et que d'autres brigades comme Al-Fatah et Ahfad Al-Fatiheen participaient également. Selon lui, le plan était « ultra-secret » et avait été établi une semaine auparavant. De plus, il affirme que les armes et munitions utilisées durant l'offensive étaient celles saisies au cours du raid sur la base d'Hanano.
Le gouvernement envoie aussitôt des messages sur les téléphones portables d'Alep mettant en garde les insurgés : « Vous avez deux choix, être tués en faisant face à l’État ou l’État vous tuera… La partie est terminée… Maintenant c'est le début du compte à rebours pour expulser tous les membres de milices venues des pays voisins. »
Le deuxième jour de l'offensive, des tensions apparaissent entre les milices kurdes des YPG et les brigades de l'ASL qui a des doutes sur les liens entre les milices kurdes et le gouvernement. Abd al-Qader Salah, commandant de Liwa al-Tawhid, demande à la milice kurde de déposer les armes et de ne pas s'engager dans une bataille qui « n'est pas leur combat », les forces de la Brigade al-Tawhid ont ensuite essayé d'entrer dans le quartier de Cheikh Maqsoud qui est tenu par les Kurdes et y ont capturé huit miliciens d'une milice pro-gouvernementale.
À la suite de cette incursion, la milice kurde soutenue par l'armée gouvernementale engage le combat contre les insurgés à Cheik Maqsoud.

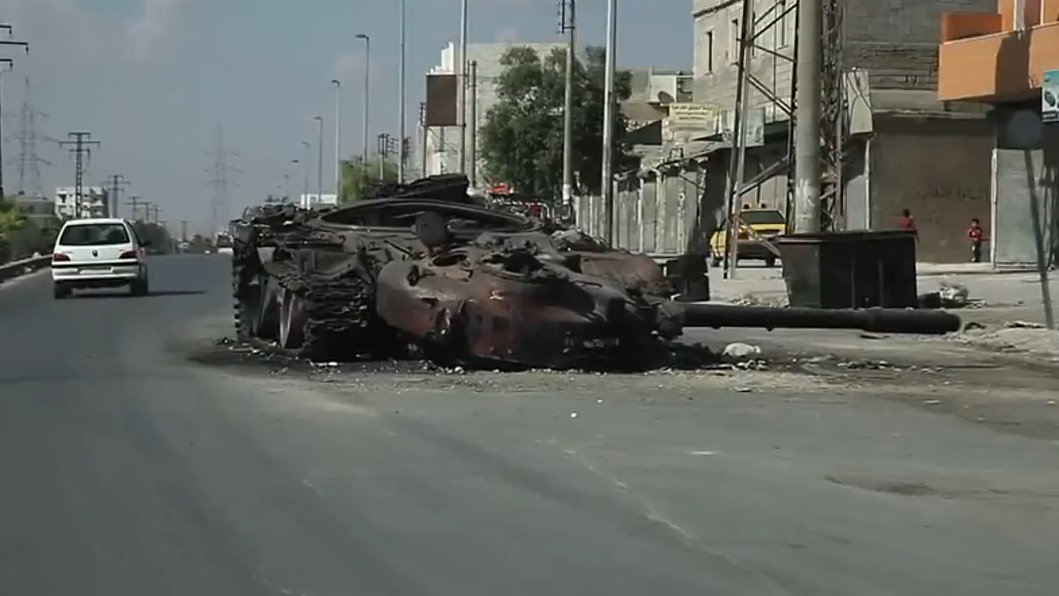
Char de l'armée syrienne détruit à Alep, le 6 octobre 2012.

Entre-temps, des combats avaient lieu au centre et au sud de la ville, le centre étant avec les quartiers de Hamidiya et Midan les principaux objectifs de l'offensive. Les résidents des quartiers où se déroulaient les combats parlaient d'affrontements d'une ampleur « sans précédent ». Au sud, les rebelles disent avoir avancé dans les quartiers d'Izaa, Saïf al-Dawla et Soukkari. Un commandant rebelle, Abou Fourat déclare alors que les insurgés ont pris une base dans Salaheddine et que vingt-cinq soldats avaient été tués, toutefois il précise que ses troupes ont dû reculer à la suite d'une contre-attaque de l'armée. Vingt rebelles auraient été tués et soixante blessés,. Les forces de l'armée syrienne libre subissent de lourdes pertes dans le quartier Bdama où un commandant de brigade est tué, les insurgés annoncent ensuite qu'une de leurs unités a été encerclée pendant les combats, tandis que d'autres auraient quitté la ligne de front ou d'autres encore n'ont pas participé aux combats.
Le président de l'OSDH, Abdel Rahman, déclare que « ni le régime, ni les rebelles ne peuvent gagner un avantage décisif » dans l'offensive.
Les rebelles revendiquent la prise d'une station d'émission gouvernementale, tandis que l'aviation syrienne bombarde la banlieue de la ville. Un feu majeur se déclare dans les souks médiévaux d'Alep, détruisant 700 à 1 000 magasins qui étaient une attraction majeure de la ville et le marché à ciel ouvert le plus grand du Moyen-Orient. Les rebelles imputent le feu au bombardement de l'armée. Selon l'Irish Times, l'offensive rebelle s'était dissoute dans un combat de rue après que l'armée syrienne eut tenu ses positions. L'agence Reuters et l' Irish Times rapportent que des brigades rebelles sont encerclées et que d'autres reculent jusqu’à la sortie de la ville. 

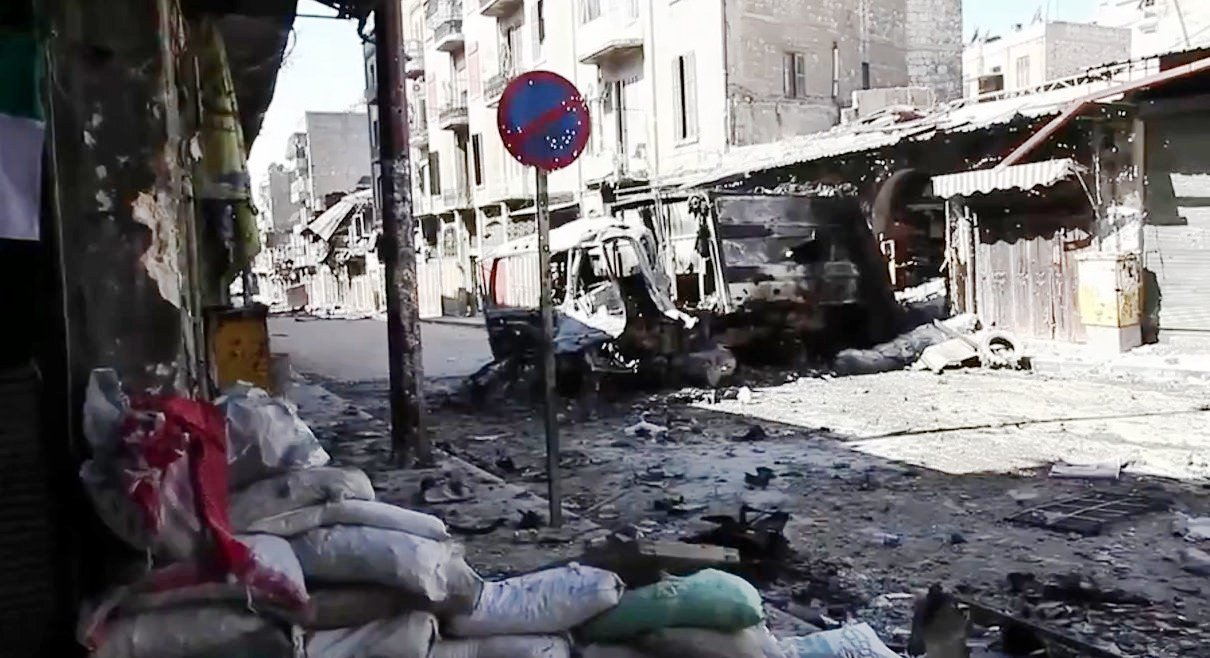
Véhicules détruits à Alep le 6 octobre 2012.

Au troisième jour de l'offensive, un rebelle déclare sur la chaîne américaine CNN que les milices rebelles islamistes se sont emparées de quatre quartiers et qu'elles tirent sur l'aéroport militaire d'al-Nayrab, endommageant deux hélicoptères et une piste principale.  
Les combattants du Liwa al-Tawhid revendiquent la prise partielle du rond-point Jandoul dans le nord d'Alep tuant quinze soldats et détruisant trois chars.
Cependant, l'offensive rebelle est stoppée, les insurgés luttent pour garder leurs positions sous les bombardements de l'armée. Les rebelles imputent cet échec a un manque de munitions et à une puissance de feu inférieure à celle de l'armée syrienne.
En représailles, le 3 octobre 2012, trois bombes humaines dans des attentats-suicides à la voiture provoquent la mort d'une quarantaine de civils sur la place Saadallah al-Djabiri.

### Combats d'usure et progression des rebelles, de janvier à juin 2013

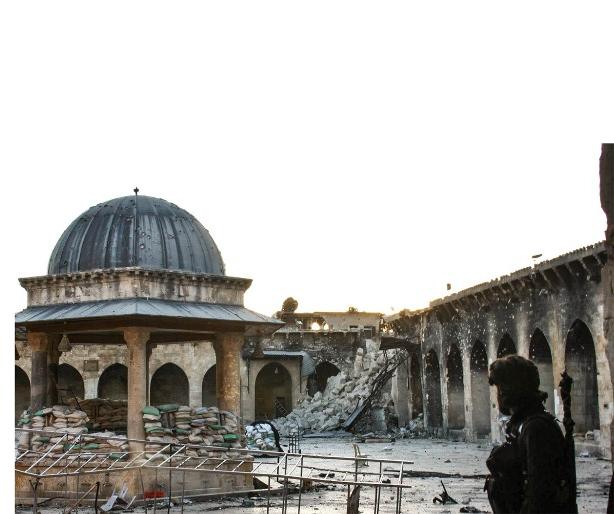
La Grande Mosquée d'Alep, en 2013, après la destruction de son minaret.

Fin octobre, des combats éclatent entre les YPG et l'ASL dans le quartier d'Achrafiyé, après que des rebelles aient essayé d'y entrer. Les affrontements font au moins une trentaine de morts selon l'OSDH.
Entre novembre 2012 et avril 2013, le front à Alep s'enlise.
En janvier 2013, le ministre syrien des Affaires économiques, Qadri Jamil (en) déclare que la situation est comparable au siège de Léningrad pendant la Seconde Guerre mondiale, admettant que toutes les voies d'approvisionnement de l'armée à Alep ont été coupées par l'opposition.
Le 15 janvier 2013, une double explosion secoue l'université d'Alep, en zone loyaliste, au moment des examens semestriels. L'attaque fait plus de 82 morts et 160 blessés selon le gouverneur de la province d'Alep, Mohammad Wahid Akkad. L'OSDH fait pour sa part état d'au moins 52 tués, avant d'élever le lendemain son bilan à au moins 87 morts et 150 blessés,. De nombreux étudiants et déplacés font partie des victimes. La faculté des beaux-arts et celle d'architecture sont endommagées. Les deux camps s'accusent mutuellement d'être responsables du carnage : les loyalistes affirment que les explosions ont été causées par deux missiles sol-air tirés par les rebelles, mais ayant raté leur cible et étant tombés sur le campus ; tandis que les opposants affirment que le massacre a été causé par un bombardement de l'aviation du régime,,.
Du 6 au 8 février, les combats entre les villes de Sfireh et Khanasser, au sud-est d'Alep, font au moins 112 morts dans les rangs rebelles selon l'OSDH.
À la mi-janvier, selon l'OSDH et l'AFP, les corps d'au moins 68 civils, la plupart âgés d'une vingtaine d'années, sont retrouvés dans la rivière Quoueiq, dans le quartier de Boustane el-Kasr. Les corps sont exhumés par les rebelles qui accusent les forces loyalistes. Selon Human Rights Watch, au moins 147 cadavres seront découverts dans la rivière d’Alep entre janvier et mars. Selon cette ONG : « les informations recueillies sur les lieux où ont été aperçues les victimes pour la dernière fois, indiquent que les exécutions ont très probablement eu lieu dans des zones contrôlées par le gouvernement, bien que les auteurs et leurs motivations ne soient pas connus ».
Le 26 février, alors des combats ont lieu dans toute la vieille ville, les rebelles parviennent à pénétrer par l'entrée sud dans la Grande Mosquée des Omeyyades. Le 28 février à l'aube, toute la Grande Mosquée est prise par les rebelles,.
Le 1er mars, les loyalistes prennent la localité de Tel Chghaïb, près de l'aéroport international d'Alep, et ouvrent ainsi une ligne de ravitaillement reliant Alep au gouvernorat de Hama,.
Fin février et début mars, de violents combats ont lieu pour le contrôle de l'académie de police de Khan al-Assal,,. Celle-ci tombe aux mains des rebelles le 3 mars, selon l'OSDH environ 120 loyalistes et 80 rebelles sont tués en huit jours de combats.
En avril 2013, un retournement de situation a lieu dans le quartier de Cheikh Maqsoud, les Kurdes des YPG qui jusqu'à présent avaient plutôt appuyé le régime, combattent pour la première fois aux côtés des rebelles. En représailles, le régime bombarde le quartier kurde à partir du 6 avril et le 13, une attaque au gaz sarin tue trois personnes — une mère et ses deux fils — et fait 17 blessés. C'est une des premières attaques chimiques du conflit syrien,,,,,.
Le 15 avril 2013, les rebelles parviennent cependant à s'emparer de la totalité de l'entrée nord de la ville.
Le 16 avril, un cessez-le-feu temporaire est déclaré, permettant à la Croix-Rouge de retirer 31 corps en décomposition de personnes tuées au cours des mois de combats dans le quartier pauvre de al-Sakhour situé dans le nord d'Alep.
La base aérienne de Mennagh, dans la banlieue d'Alep, est prise par les rebelles le 24 avril après des mois de siège. Les Tchétchènes de Jaych al-Mouhajirine wal-Ansar menés par Abou Omar al-Chichani jouent un rôle déterminant au cours des ultimes assauts
Le 24 avril, le minaret de la Grande Mosquée d'Alep, datant du XIe siècle, est détruit dans les combats.
Le 16 mai, l'armée syrienne repousse un assaut rebelle contre une prison à Alep. L'attaque rebelle visait à déloger les forces gouvernementales et à libérer 4 000 détenus politiques. Les rebelles sont contraints de battre en retraite après que des frappes aériennes eurent causé d'importantes pertes dans leurs rangs.

### Progression loyaliste au sud et à l'est d'Alep, à l'été et l'automne 2013

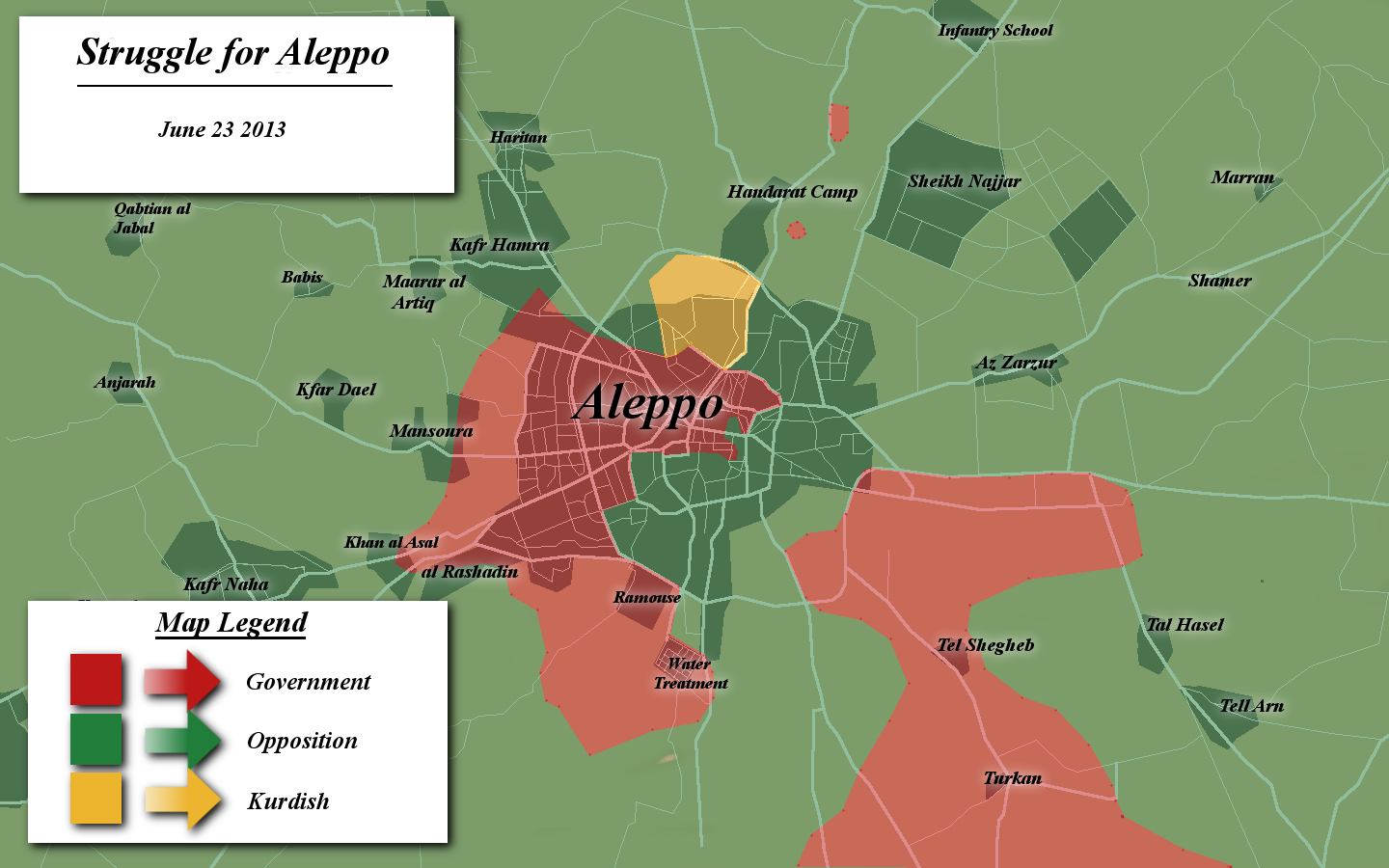
Situation à Alep le 23 juin 2013.

Offensive du régime au sud-est d'Alep en octobre 2013.

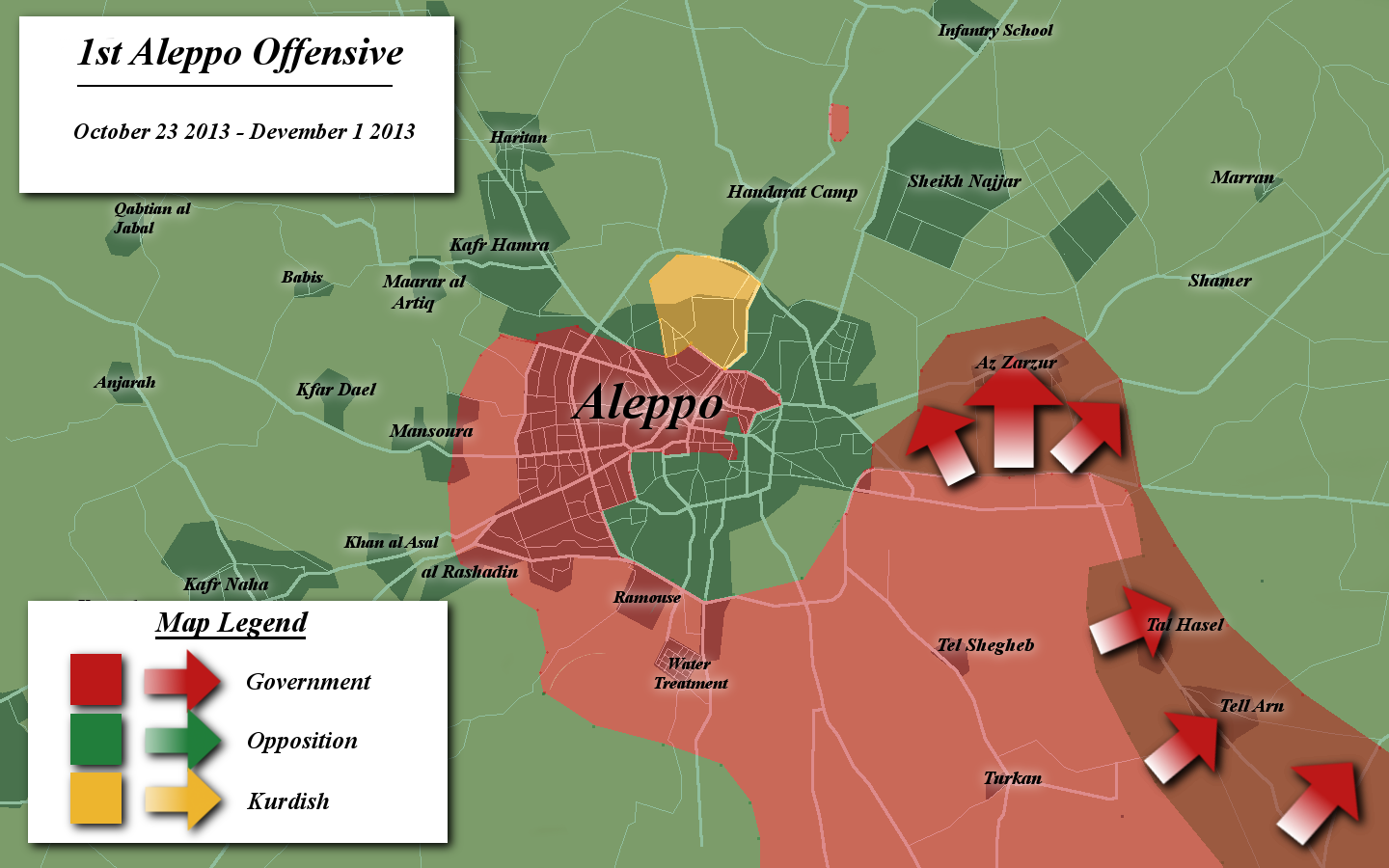
Progression des loyalistes à Alep du 23 octobre au 1er décembre 2013.

À partir du dimanche 9 juin 2013, les forces loyalistes lancent une importante contre-offensive dans la périphérie d'Alep, déjà désignée com me la seconde bataille d'Alep.
Le 12 juin, les rebelles de l'ASL affirment avoir tué 40 soldats loyalistes et miliciens du Hezbollah dans une embuscade entre les villages d'al-Bouz et de Khanasser.
Le 17 juin, un attentat à la voiture piégée aurait tué jusqu'à 60 soldats pro-Assad près de l'aéroport international de la ville selon l'opposition.
Le 21 juin, l'ASL affirme que 13 de ses brigades auraient lancé une nouvelle offensive à Alep.
Le 23 juin, 12 soldats loyalistes sont tués dans un attentat à la voiture piégée et 6 rebelles sont tués dans les échanges de tirs.
Le 24 juin, les rebelles affirment avoir repoussé une attaque gouvernementale. Le lendemain, les rebelles percent le front de Rashideen et progressent dans l'ouest d'Alep.
Début juillet, le siège des villages chiites de Zahraa et Nobl se renforce, tandis que la rébellion islamiste, forte de sa récente victoire à Rachidine, entre dans le quartier de la Nouvelle-Alep et vise la zone des stades de Salaheddine.
Le 22 juillet, les rebelles s'emparent de la localité de Khan Al-Assal dans la banlieue d'Alep. Selon l'OSDH, plus de 150 soldats du régime sont tués, dont 50 exécutés par balles après avoir été capturés. L'OSDH attribue ces exécutions au Front al-Nosra et à Liwa Ansar al-Khalifah,,.
Le 23 août, les rebelles s'emparent de treize villages au sud et à l'est d'Alep. Le 26, ils prennent Khanasser, au sud-est d'Alep, et coupent la ligne de ravitaillement des loyalistes.
Début octobre, l'armée syrienne lance une offensive au sud d'Alep. Elle reprend Khanasser le 3 octobre, puis As-Safirah le 1er novembre, et parvient à percer les lignes rebelles et à établir une voie d'accès reliant Alep au gouvernorat de Hama. Des dizaines de combattants sont tués dans les deux camps.
Le 10 octobre, des combats éclatent entre des djihadistes de l'État islamique en Irak et au Levant et des rebelles de la brigade Ababil de l'Armée syrienne libre. Les affrontements ont lieu à Inzarat, Boustane Al-Bacha et Massaken Hanano, au nord et à l'est de la ville. Ils tournent à l'avantage de l'EIIL qui s'empare des sièges de la brigade de l'ASL et installe ses propres barrages dans les trois secteurs. Selon l'OSDH, au moins trente hommes de l'ASL et quatorze hommes de l'EIIL sont tués.
Le 10 novembre, l'armée syrienne reprend la base 80, près de l'aéroport international d'Alep. Les combats ont duré trois jours et, selon l'OSDH, vingt-trois soldats et miliciens du régime, quarante-trois rebelles islamistes, vingt djihadistes de l'EIIL et du Front al-Nosra et un nombre inconnu de combattants du Hezbollah ont été tués,.
Le 20 décembre 2013, le Front al-Nosra et le Front islamique prennent l'hôpital d'al-Kindi, au nord d'Alep.
Selon l'OSDH, au 422 personnes, en majorité des civils, sont tuées entre le 15 et le 25 décembre par les bombardements du régime.
Le 22 janvier 2014, après une rapide progression, l'armée gouvernementale reprend possession de l'aéroport international d'Alep qui est aussitôt rouvert par le gouvernement syrien.

### Insurrection rebelle contre l'État islamique, en janvier et février 2014
Dans les premiers jours de janvier 2014, l'assassinat d'un commandant d'Ahrar al-Cham par des djihadistes de l'État islamique en Irak et au Levant déclenche un nouveau conflit,. À Alep, les rebelles du Front islamique, de l'Armée des Moudjahidines et le Front révolutionnaire syrien passent à l'offensive le 3 janvier. Le 8, ils s'emparent de l'ex-hôpital pour enfants, dans le quartier de Qadi Askar, qui servait de quartier général et de prison pour l'EIIL. Le groupe djihadiste est chassé de la ville mais il exécute 42 prisonniers — 21 rebelles et 21 civils — détenus dans son quartier-général avant de prendre la fuite,,,. L'État islamique perd 99 hommes en six jours de combats à Alep et ses environs. Environ un millier de combattants de l'EIIL avec plusieurs dizaines de véhicules et transportant une trentaine d'otages occidentaux se replie alors sur Raqqa en parcourant 250 kilomètres à travers le désert en six jours.
Le 23 février, Abou Khaled al-Souri, ancien compagnon de route d'Oussama Ben Laden, membre d'Ahrar al-Cham, est tué dans un attentat à Alep. Il avait été désigné par Ayman al-Zawahiri, le chef d'Al-Qaïda, pour servir de médiateur dans le conflit entre le Front al-Nosra et l'État islamique en Irak et au Levant. Mais le 23 février, cinq kamikazes de l'EIIL équipés de ceintures explosives s'introduisent dans un quartier-général d'Ahrar al-Cham et se font exploser, provoquant la mort d'Abou Khaled al-Souri et de six combattants rebelles,.

### Poursuite des combats entre loyalistes et rebelles en 2014

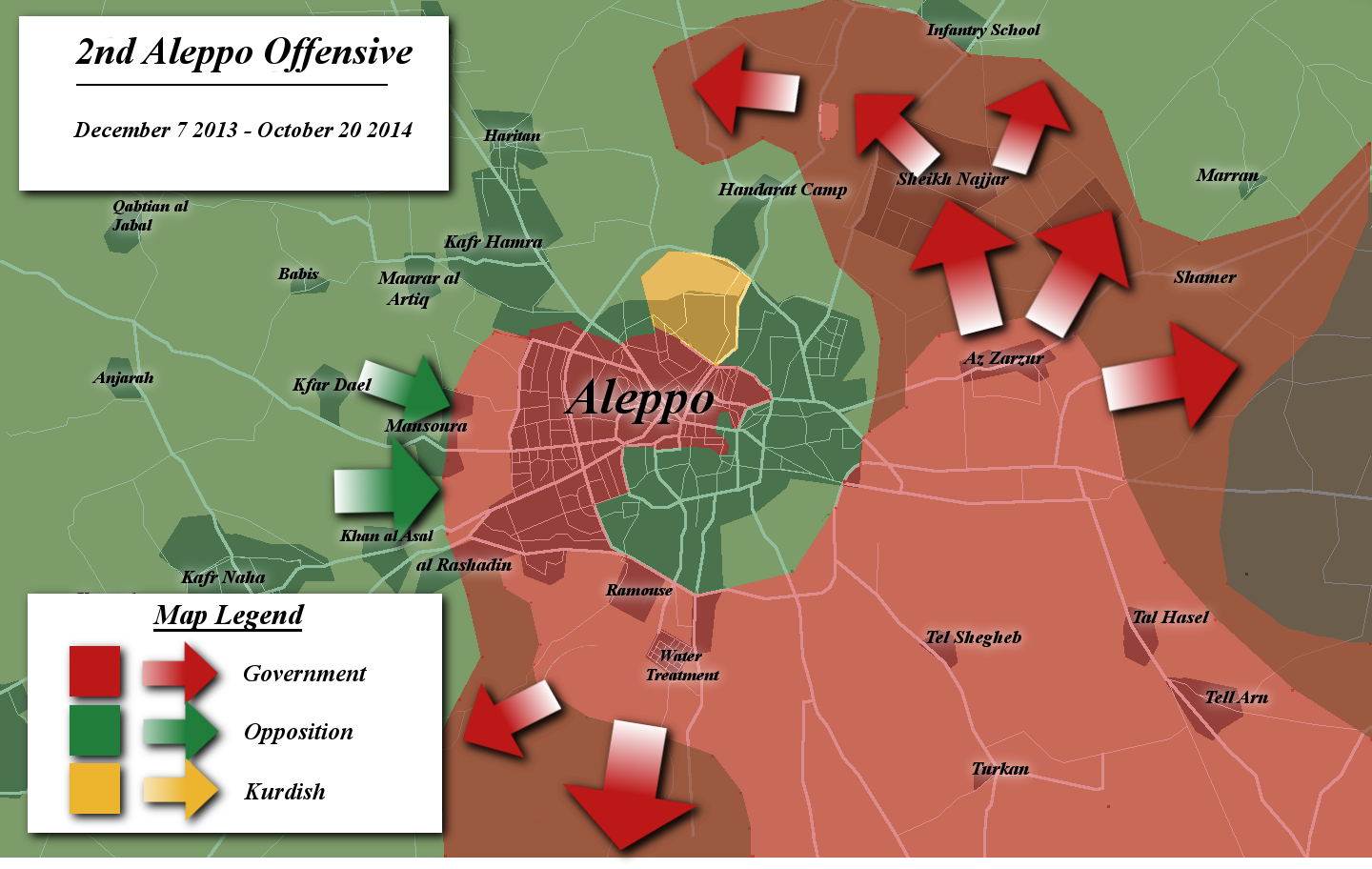
Progression des loyalistes à Alep du 7 décembre 2013 au 30 octobre 2014.

Situation à Alep en mars 2014.

Les 1er et 2 février, des hélicoptères du régime larguent de nombreux barils d'explosifs dans les quartiers rebelles, faisant au moins 121 morts selon l'OSDH. Au moins dix djihadistes du Front al-Nosra sont tués, mais la grande majorité des victimes sont des civils, parmi lesquels figurent au moins 26 enfants.
Le 6 février 2014, des combattants du Front al-Nosra et d'Ahrar al-Cham attaquent la prison d'Alep à l'aide d'un camion piégé contenant 12 à 20 tonnes d'explosifs. L'Armée syrienne parvient à faire exploser le camion à environ 100 m du mur d'enceinte de la prison à l'aide de plusieurs tirs de RPG. L'attaque échoue et un chef du Front Al-Nosra, le Tchétchène Sayfullah al Shishtani, est tué.
Le 24 février 2014, l'Armée gouvernementale continue sa progression dans Alep, notamment dans la zone industrielle de Cheikh Najjar et n'est plus qu'à 3 km de la prison d'Alep.
Le 22 mars, les rebelles prennent la colline de Chwayhné, qui domine l'ouest d'Alep, après des combats ayant fait au moins 21 morts chez les loyalistes et 18 chez les rebelles selon l'OSDH.
Le 17 avril 2014, les troupes du Front Al-Nosra et du Front islamique lancent un assaut sur la caserne Hanano, au centre d'Alep. Selon l'OSDH, au moins 27 militaires et miliciens loyalistes sont tués, ainsi que 20 rebelles, dont un commandant.
Début mai 2014, dans le Gouvernorat d'Alep, l'armée syrienne, qui tient l'aéroport d'Alep, reprend les localités d'Al-Ameriya et d'Al-Ramoussa (au sud-est d'Alep). Puis elle progresse et prend aussi la localité stratégique d'Al-Brij, au sud de la prison centrale d'Alep (en zone rurale au nord de la ville d'Alep et à l'ouest de la cité industrielle de Cheikh Najjar). Afin de préparer l'assaut final qui dégagera la prison, les loyalistes prennent position à moins d'un kilomètre de celle-ci.
Le 22 mai 2014, l'armée gouvernementale brise le siège de la prison d'Alep.
Le 22 et 23 juillet 2014, six enfants périssent dans des bombardements de l'armée syrienne sur le village de Wahchiyé situé dans le nord de la province d'Alep tenue en majorité par les rebelles islamistes.
Le 13 août, près de quarante combattants ont péri dans les violents affrontements opposant rebelles et djihadistes de l'État islamique dans la province septentrionale d'Alep.
En octobre 2014, d'importants combats ont lieu au nord d'Alep. L'armée syrienne tente alors d'encercler la ville en prenant le contrôle de la route dite de « Castello », principale voie de ravitaillement des rebelles,,.
Le 29 novembre, les rebelles du Front islamique et du Front al-Nosra parviennent à prendre la colline d'Agoub, dans la zone d'Al-Brej
Le 14 décembre, les loyalistes progressent à Alep ; à l'est ils s'emparent des fermes d'Al Malah et avancent au sud et à l'ouest d'Handarat, une hauteur située au nord de la ville. Au moins trente-quatre rebelles et neuf soldats sont tués selon l'OSDH,.

### Offensive loyaliste au nord d'Alep en février 2015
Le 17 février 2015, après avoir reçu des renforts les loyalistes s'emparent des localités de Bachkoy et Sefat, à 7 kilomètres au nord d'Alep, et progressent vers la route d'approvisionnement reliant la ville à la Turquie. Selon l'OSDH, 48 personnes, dont 13 rebelles faits prisonniers, des civils, 5 femmes et 10 enfants sont exécutés à Rityan par des combattants du Hezbollah et des miliciens pro-régime étrangers, et au moins 90 loyalistes, 80 rebelles et 14 civils sont tués les 17 et 18 février, dans les combats au nord et à l'intérieur de la ville,,,. Les loyalistes parviennent à couper la route d'approvisionnement mais leur percée est limitée et les rebelles conservent des routes de traverse, de plus ces derniers parviennent à reprendre la localité de Rityan. Le lendemain de l'offensive, Bachar el-Assad s'engage auprès du émissaire de l'ONU Staffan de Mistura à suspendre les bombardements pendant six semaines en vue d'un cessez-le-feu local, cependant l'offre de cessez-le-feu sera rejeté par les rebelles deux semaines plus tard. Le même jour, les rebelles reprennent presque tous les terrains perdus la veille, 32 soldats et miliciens loyalistes sont faits prisonniers à Rityan et au total les rebelles capturent 51 loyalistes, dont des membres du Hezbollah. De leur côté, les loyalistes ont également fait 40 prisonniers. Le 19, les rebelles reprennent la localité de Hardtanine, depuis le début de l'offensive seule Bachkoy reste aux mains des loyalistes. Le 20 février, les rebelles avancent dans la zone d'al-Mallah, les combats, qui s'engagent dans la nuit, font 23 morts chez les loyalistes et 15 du côté du Front islamique et du Front al-Nosra,,. Au 22 février, le bilan des combats est selon l'OSDH d'au moins 152 morts chez les loyalistes, dont 28 miliciens du Hezbollah, et 116 du côté des rebelles,,,.

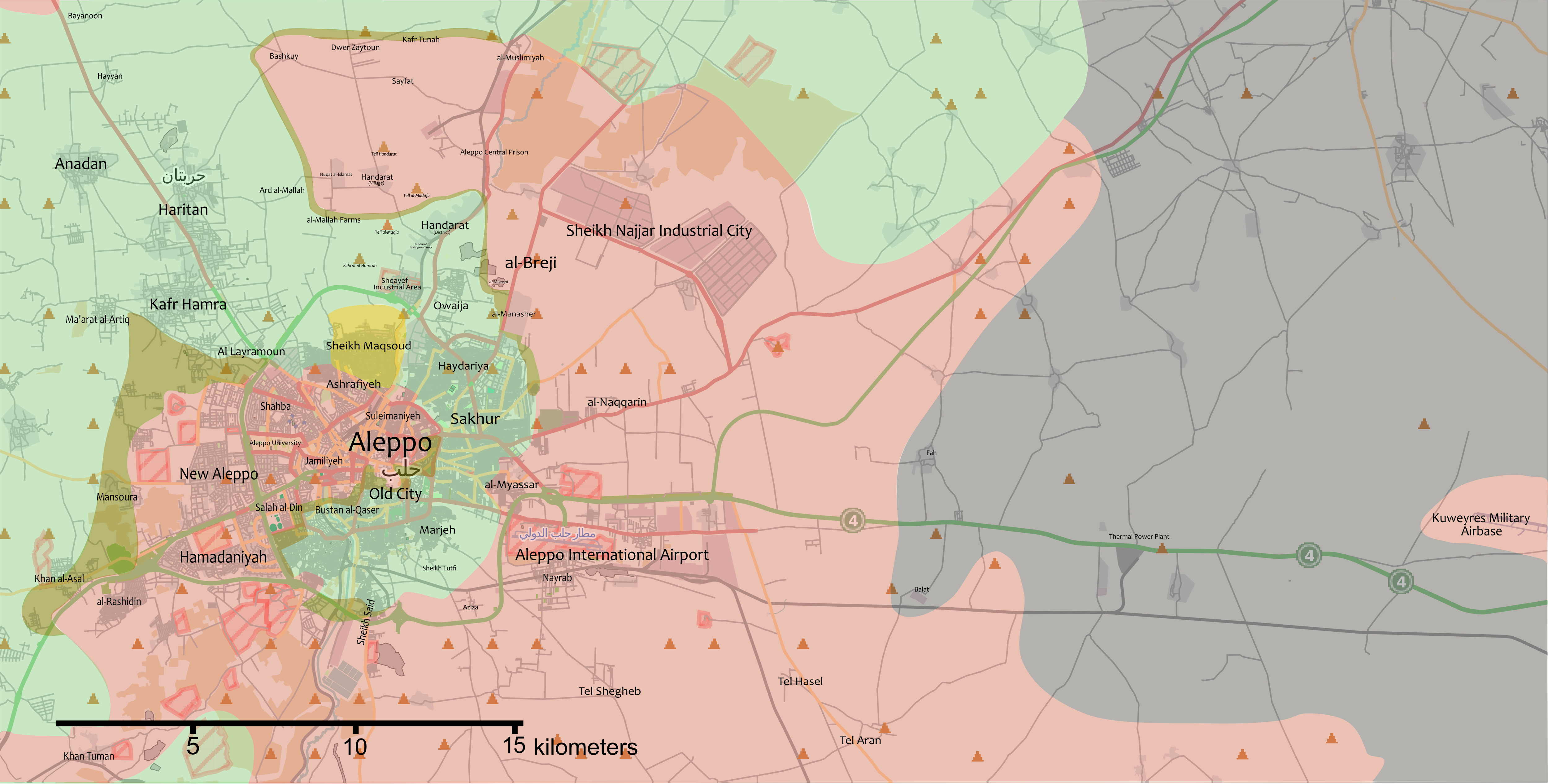
Situation à Alep, le 12 avril 2015.

Le 28 février, de nouveaux combats éclatent pendant la nuit à l'ouest d'Alep entre le Front al-Nosra et le Mouvement Hazm dans la zone de la base du régiment 46. Celle-ci est prise par les djihadistes qui perdent au moins 30 hommes contre 50 du côté des rebelles modérés selon l'OSDH,,,,,. Les djihadistes font également 24 prisonniers et les rebelles du Mouvement Hazm capturent six hommes du Front al-Nosra, les prisonniers sont échangés le 4 mars.
Le 4 mars, les rebelles déclenchent une charge explosive souterraine sous le bâtiment des bureaux du service de renseignement de l'armée de l'air. L'explosion et l'assaut qui suit, lancé par les rebelles, font au moins 20 morts chez les loyalistes et 14 du côté des assaillants selon l'OSDH,. Le 9 mars, les rebelles prennent le village d'Handarat, au nord de la ville.
À partir du 10 avril, les bombardements rebelles sur les quartiers ouest s'intensifient et atteignent une ampleur encore jamais vue. La cathédrale maronite d'Alep et l’évêché de la communauté melkite sont partiellement détruits. Le 11 avril, les tirs des deux camps tuent au moins 35 civils, puis le 12 une école est bombardée par le régime, au moins neuf personnes sont tuées, dont cinq enfants,.
Le 14 avril, les rebelles et le Front al-Nosra font sauter une grosse charge explosive devant le siège des renseignements de l'armée de l'air à Zahra, dans la partie ouest d'Alep. Les rebelles lancent ensuite un assaut qui fait au moins 13 morts dans leurs rangs et 20 du côté de l'armée,.
Le 21 mai, au moins 40 rebelles sont tués par un baril d'explosif et un obus tirés par le régime sur un QG dans le quartier de Chaar dans l'est d'Alep. Le 15 juin, les rebelles tirent plus de 300 obus dans des zones loyalistes. Ces bombardements font 23 à 34 morts civils et environ 200 blessés.

### Offensives rebelles en été 2015

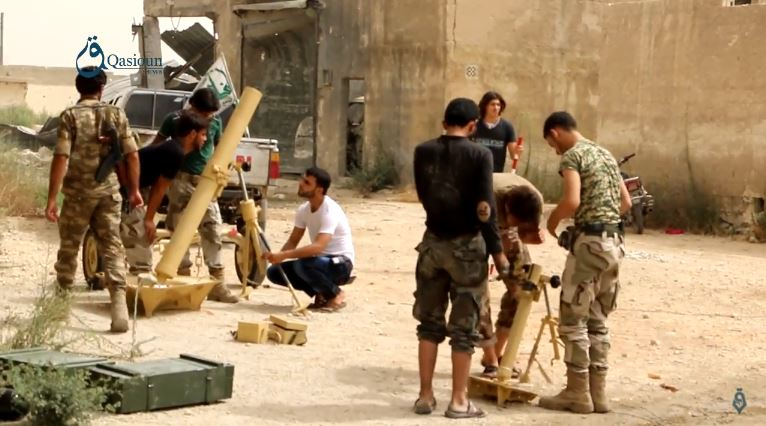
Rebelles du groupe Fastaqim Kama Umirt, de l'Armée syrienne libre, préparant des tirs de mortier contre des positions loyalistes à Karam Tarab, à l'est d'Alep, le 13 septembre 2015.

Carte de la ville d'AlepRouge: Zones loyalistes
Jaune : Zone défendue par les Kurdes
Vert : Zone aux mains des rebelles.
Dernière mise à jour : 4 juillet 2015

Le 26 avril, plusieurs groupes rebelles forment une coalition appelée Fatah Halab (« Conquête d'Alep »), qui regroupe principalement le Front du Levant, Faylaq al-Cham, Ahrar al-Cham, plusieurs brigades de l'Armée syrienne libre, le Harakat Nour al-Din al-Zenki, l'Armée des Moudjahidines, Fastaqim Kama Umirt, Alwiya al-Furqan et le Front de l'authenticité et du développement. Selon Thomas Pierret, maître de conférences à l'université d'Edimbourg, son « centre de gravité est plutôt du côté des islamistes modérés, apparentés aux Frères musulmans »,. Le 2 juillet 2015, 13 groupes djihadistes annoncent à leur tour la formation d'une coalition dans le gouvernorat d'Alep baptisée Ansar al-Charia. Elle regroupe principalement le Front al-Nosra, Ahrar al-Cham, le Front Ansar Dine, le Harakat Mujahidin al-Islam et quelques groupes mineurs,. Dès le lendemain cette coalition mène une offensive sur l'ouest de la ville d'Alep. La majeure partie des combats se focalise sur la ligne de front à Djamiyat al Zahra,. Cette offensive est considérée comme la plus importante depuis le début de la bataille en juillet 2012. La coalition Ansar al-Charia attaque le quartier de Zahra au nord-ouest, où se trouve le QG du Service de Renseignement de l’Armée de l’Air, tandis que la coalition Fatah Halab (Conquête d'Alep) s'empare d'un centre de recherches scientifiques transformé en une caserne près du quartier Halab al-Jadida, dans la nuit du 3 au 4 juillet,. Cependant sur l'ensemble de la ville d'Alep, l'armée syrienne tient le choc et repousse la plupart des assauts.
Le 6 juillet, selon l'OSDH, 25 soldats et miliciens loyalistes sont tués par un kamikaze du Front al-Nosra dans la zone d'Al Zahra. Le 12 juillet, une section des remparts de la citadelle d'Alep s'effondre après une explosion. L'agence Sana déclare que les rebelles ont fait sauter un tunnel pendant la nuit dans la vieille ville d'Alep mais selon l'OSDH si le tunnel a bien été creusé par les rebelles ce sont les loyalistes qui l'ont fait exploser pour empêcher les insurgés de progresser vers une position de l'armée.
Le soir du 31 juillet, un assaut rebelle contre une base militaire de fortune à la périphérie ouest de la ville est repoussé par l'armée syrienne. Selon l'OSDH, au moins 9 soldats loyalistes et 25 rebelles sont tués, dont trois commandants.
En août, l'État islamique assiège la base aérienne de Koueiris, tenue par les loyalistes à l'est d'Alep. Un premier assaut a lieu du 9 au 12 août, puis un autre survient le 22. Le 24, l'OSDH déclare qu'au moins 51 loyalistes et 62 djihadistes ont été tués dans ces combats. De nouveaux affrontements ont lieu près de la base dans les villages de Tal Riman et al-Salhiyya, du 16 au 19 septembre, aux moins 35 djihadistes et 17 loyalistes ont été tués selon l'OSDH.
Début octobre, l'État islamique prend aux rebelles quelques villages au nord d'Alep pendant des combats qui font des dizaines de morts et arrive à moins de deux kilomètres des lignes loyalistes. Puis le 7 octobre, le général iranien Hossein Hamadani, membre des Forces Al-Qods, est tué près d'Alep,,,. Le 11, une contre-attaque d'Ahrar al-Cham contre l'EI échoue au nord d'Alep, tandis qu'à l'est les loyalistes attaquent l'EI dans plusieurs villages près de l'aéroport militaire de Kweires (ou Koueiris) afin de desserrer l'étau autour de cette base assiégée depuis le mois de mai par les djihadistes.
Le 14 octobre, l'État islamique poursuit les combats contre les rebelles au nord de la ville d'Alep et s'empare des localités d'Ahras et de Tel Djabine situées 12 kilomètres au nord d'Alep, avant d'en être délogés. Selon l'OSDH, au moins 13 rebelles et 24 djihadistes sont tués dans cet affrontement.

### Offensives loyalistes au sud d'Alep en automne 2015

Carte des offensives loyalistes dans le gouvernorat d'Alep de novembre 2015 à début février 2016.

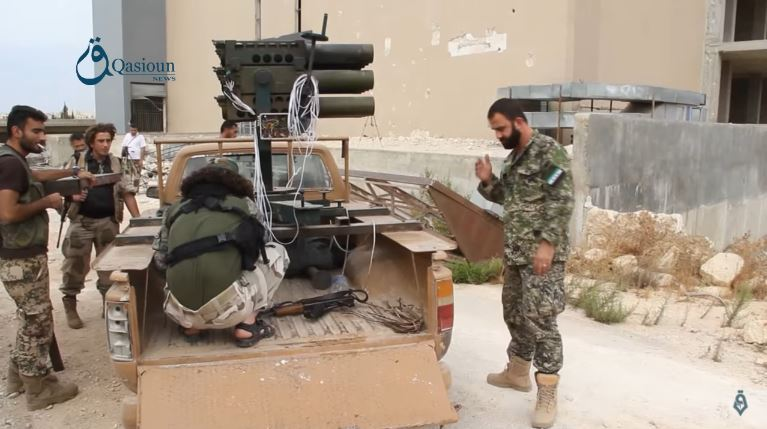
Le major Yasser Abdel Rahim et des rebelles du groupe Faylaq al-Cham préparant des tirs de roquettes contre les positions tenues par les YPG à Alep, le 2 octobre 2015.

Le 16 octobre 2015, les loyalistes lancent une offensive au sud d'Alep, appuyés par les forces aériennes russes, ainsi que 2 000 soldats iraniens, combattants du Hezbollah et miliciens irakiens chiites. En 24 heures, les forces loyalistes s'emparent de cinq villages au sud de la ville et s'approchent de la localité clé d'Al-Hader ; selon l'OSDH au moins 17 rebelles et 8 soldats du régime sont tués,. Les combats provoquent la fuite d'au moins 35 000 civils, principalement des habitants de Hader et de Zerbeh, dans les faubourgs sud-ouest d'Alep.
Le 23 octobre, l'État islamique parvient à couper la route reliant Alep à Hama ; au moins 16 djihadistes et 30 soldats loyalistes sont tués ou blessés selon l'OSDH,. La route est reprise par les forces du régime le 4 novembre, après quatre jours d'intenses combats, mais l'armée syrienne stoppe pendant quelques jours son offensive contre les forces de l'EI à l'est d'Alep,.
Le 24, Abou Suleiman al-Masri, chef du Front al-Nosra à Alep, est tué par les Kurdes. Le 25, le général loyaliste Yassin Muhiyy ad-Din est tué par l'EI dans des combats à l'aéroport de Kweires, le 4 novembre les medias iraniens annoncent la mort à Alep d'Ezzatollah Souleimani, colonel dans la Force Al-Qods.
Le 10 novembre, en fin d'après-midi, l'armée syrienne parvient à briser le siège de l'aéroport de Koueires, encerclé depuis deux ans (d'abord par les rebelles d'avril 2013 à janvier 2014, puis par l'État islamique). Selon l'OSDH, les combats ont fait environ 100 morts dans les deux camps. Le camp loyaliste remporte alors sa plus importante victoire depuis le début de l'intervention militaire russe en Syrie,,.
Au sud-ouest d'Alep, les loyalistes s'emparent de la localité d'Al-Eiss et ses environs, ainsi que de la petite ville d'Al-Hader, le plus grand QG des forces rebelles de la région, situé à 25 kilomètres au sud-ouest d'Alep,. Le 20 décembre, la localité stratégique de Khan Touman est prise à son tour.

### Offensives loyalistes au nord et à l'est d'Alep en février 2016

Évolution à Alep et ses environs en février 2016.

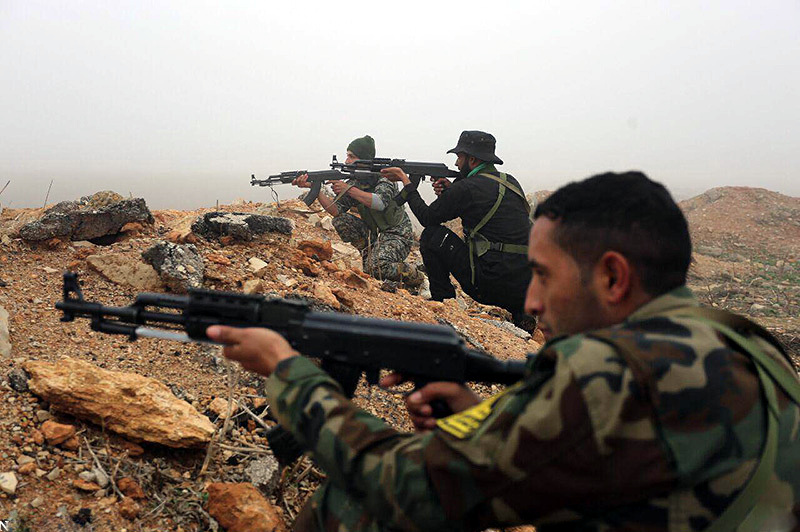
Des miliciens chiites irakiens de Saraya al-Khorasani dans la région d'Alep, en janvier 2016.

Le 25 décembre, les rebelles lancent un assaut à Bachkoy, au nord d'Alep, précédé par l'envoi d'un véhicule-suicide. Selon l'OSDH au moins 33 loyalistes et 38 insurgés sont tués dans cet affrontement et les rebelles parviennent à progresser sur plusieurs points à Bachkoy.
Le 25 janvier, 19 combattants d'Ahrar al-Cham et quatre civils sont tués selon l'OSDH dans un attentat au camion piégé à l'intérieur d'Alep.
Le 31 janvier 2016, une offensive est lancée au nord d'Alep par 10 000 hommes de l'armée arabe syrienne, des Forces de défense nationale, du Hezbollah libanais, de l'Organisation Badr, des Kataeb Hezbollah, du Harakat Hezbollah al-Nujaba, de la Brigade des Fatimides, de la Force Al-Qods et d'unités de l'armée iranienne, appuyés par les spetsnaz et l'aviation russe
,,. Le 1er février, les loyalistes prennent le contrôle de deux villages ; Dweir el-Zeitoun et celui, stratégique, de Tall Jbine. Le lendemain, ils poursuivent leur progression vers l'ouest et se rapprochent des villages chiites de Nobl et Zahraa, assiégés depuis juillet 2012 par les rebelles,. Le 3 février, l'armée syrienne brise le siège de Nobl et de Zahraa et coupe par la même occasion la route d'approvisionnement des rebelles au nord d'Alep. Pour le régime syrien, c'est une des avancées militaires et stratégiques les plus importantes depuis le début de la bataille,,,,,,,,. Selon l'OSDH, au moins 100 rebelles et 64 loyalistes (dont 22 soldats, 20 miliciens des Forces de défense nationale et 14 Iraniens) sont tués dans ces combats,. Un général iranien de la Force Al-Qods, Mohsen Ghajriyan, et un officier du Hezbollah, le commandant Haïdar Fariz Merhi, figurent parmi les morts,. L'Iran reconnaît la mort de 45 hommes du Corps des Gardiens de la révolution islamique le 9 février
. L'offensive provoque également la fuite de 70 000 habitants, dont 20 000 en direction de la Turquie, au poste-frontière de Bab al-Salama, 10 000 vers Afrin et 5 000 à 10 000 vers Azaz,,. Le 5 février, les loyalistes prennent les villages de Rityane, Kafr Naya et Mayir, les rebelles parviennent cependant à reprendre la moitié de Rityane le même jour, lors de combats qui font environ 60 morts dans chaque camp selon l'OSDH,. Le 10 février, l'OSDH affirme que les dix premiers jours de l'offensive ont fait plus de 500 morts, dont au moins 143 loyalistes, 274 rebelles — 169 Syriens et 105 étrangers — 89 civils — dont 23 enfants — 14 Iraniens et 3 miliciens du Hezbollah libanais,,.
Les Kurdes profitent également du recul des rebelles pour passer à l'offensive depuis le canton d'Afrin, au sud d'Azaz et au nord-ouest d'Alep. Le 8 février, les rebelles abandonnent les villages de Merenar, Aqlamiya et Deïr Djamal, qui sont pris par les YPG après de courts combats,. Le 10 février, après plusieurs jours de combats contre Ahrar al-Cham, les Kurdes prennent le village de Menagh et la plus grande partie de sa base aérienne, avec le soutien de l'aviation russe,,,. Le 13, l'artillerie turque postée à la frontière intervient et bombarde les positions kurdes dans le district d'Azaz. Malgré cela, les YPG prennent Tall Rifaat le 15 février. Plusieurs groupes rebelles — la Division Sultan Mourad, Ahrar al-Cham, la 16e division, le Liwa al-Fatah, Fastaqim Kama Umirt, la 13e division, la Division du Nord et le Harakat Nour al-Din al-Zenki — attaquent alors les positions des YPG à Cheikh Maksoud, le quartier d'Alep tenu par les Kurdes. Les rebelles tirent 250 obus et roquettes.
Vers le 15 février une nouvelle alliance rebelle, appelée les « Révolutionnaires d'Alep » ou « Jaych Halab », est fondée pour contrer les avancées des loyalistes et des YPG. Elle regroupe, Ahrar al-Cham, Fastaqim Kama Umirt, des brigades de l'Armée syrienne libre — la 16e et la 101e division d'infanterie et Liwa Suqour al-Jabal — Al-Fauj al-Awwal, le Harakat Nour al-Din al-Zenki et la Brigade Muntasir Bellah. Elle est placée sous le commandement d'Abou Jaber, l'ancien chef d'Ahrar al-Cham,.
Le 15 février, à l'est d'Alep, l'armée syrienne reprend la centrale électrique d'Alep tombée aux mains de l'État islamique en 2014. Le 21 février 2016, les forces loyalistes, notamment les Forces du Tigre, remportent une importante victoire en mettant fin à la bataille de la plaine de Safira et en prenant le contrôle des villages entre la ville d'Alep et l'aéroport de Kweires. Les 700 hommes de l'EI sont obligés de se replier au nord-est à al-Bab. Au moins 50 djihadistes sont tués dans ces combats selon l'OSDH. Mais la nuit du 21 au 22 février, les djihadistes de l'État islamique et de Jound al-Aqsa contre-attaquent plus au sud et coupent la route de ravitaillement reliant Alep au gouvernorat de Hama au niveau de la ville de Khanasser,. Khanasser est prise le 23 février par l'État islamique, puis reprise le 25 par les forces du régime et ses alliés.

### Cessez-le-feu négocié en février 2016
Le 27 février 2016, un cessez-le-feu conclu cinq jours plus tôt par les États-Unis et la Russie entre en vigueur en Syrie. Les affrontements diminuent en intensité mais se poursuivent ponctuellement et l'accord ne concerne pas l'État islamique ni le Front al-Nosra. Malgré la trêve, des affrontements ont lieu en périphérie du quartier Cheikh Maksoud entre les rebelles et les Kurdes. Selon l'OSDH, au moins 32 combattants Kurdes des YPG et 27 rebelles islamistes sont tués dans des affrontements à Cheikh Maksoud entre le 27 février et le 27 mars. Le 6 mars des tirs de mortiers rebelles tuent au moins neuf civils, dont deux femmes et quatre enfants, et font des dizaines de blessés,. Le 6 avril, des bombardements rebelles tuent 18 civils à Cheikh Maksoud, dont une femme enceinte et trois enfants. Selon Amnesty International, les bombardements rebelles de la coalition Fatah Halab sur Cheikh Maksoud font au moins 83 morts, dont 30 mineurs, et 700 blessés parmi les civils, de février à avril 2016.
De leur côté, les djihadistes du Front al-Nosra et de Jound al-Aqsa attaquent et prennent la localité d'Al-Eis, au sud-ouest d'Alep, le 1er avril. Selon l'OSDH au moins 25 combattants pro-régime sont tués, dont au moins 12 du Hezbollah, ainsi qu'au moins 16 rebelles,,. Le 5 avril, un avion du régime syrien est abattu dans la même zone par Ahrar al-Cham et son pilote est capturé par le Front al-Nosra,,. Selon l'OSDH, au moins 19 djihadistes et rebelles et 16 loyalistes sont tués dans les combats du 9 avril au sud d'Alep,,. Les combats se poursuivent dans la zone d'Al-Eis, puis ils éclatent dans la zone d'Hendarat au nord d'Alep et atteignent à nouveau les environs de Khanasser au sud-est. Selon l'OSDH, les affrontements dans le gouvernorat d'Alep font plus de 200 morts du 10 au 15 avril : soit au moins 50 loyalistes et 61 rebelles et djihadistes tués dans la zone d'Al-Eis, 14 loyalistes et 20 rebelles et djihadistes tués dans la zone d'Hendarat et 18 loyalistes et 10 djihadistes de l'État islamique tués dans la zone de Khanasser. En deux jours, au moins 30 000 civils fuient pour aller se réfugier en Turquie, mais ils restent bloqués à la frontière que les Turcs refusent d'ouvrir. Avec la reprise de ces combats, la trêve à Alep semble alors bel et bien enterrée.
Selon l'OSDH, du 22 au 30 avril, au moins 253 civils, dont 31 femmes et 49 enfants, sont tués à Alep par les bombardements, dont 153 par les loyalistes et 100 par les rebelles,,. La nuit du 27 au 28 des frappes aériennes visent un hôpital et un bâtiment résidentiel dans le quartier de Soukkari, elles tuent 54 personnes, dont 27 médecins et patients dans l'hôpital al-Qods,,,. Le 3 mai, la coalition rebelle Fatah Halab passe à l'offensive dans plusieurs quartiers, selon l'OSDH ces combats sont « les plus violents à Alep depuis plus d'un an ». Le 4 mai, les États-Unis et la Russie s'accordent sur la mise en place d'un cessez-le-feu à Alep, le régime syrien annonce l'entrée en vigueur d'une trêve de 48 heures la nuit du 4 au 5 mai, les rebelles s'engagent également à la respecter, elle est ensuite prolongée jusqu'à la nuit du 9 au 10 mai,,.

### Offensives rebelles au sud-ouest d'Alep en mai et juin 2016
Cependant le 5 mai, le Front al-Nosra, Ahrar al-Cham, Jaych al-Nasr, l'Armée des Moudjahidines, Jound al-Aqsa, le Parti islamique du Turkestan, Ajnad al-Cham, Liwa al-Haq et Jaych al-Sunna lancent une offensive sur la localité de Khan Touman, au sud-est de la ville, défendue par l'armée syrienne, le Corps des Gardiens de la révolution islamique, la Brigade des Fatimide, le Hezbollah et le Harakat Hezbollah al-Nujaba,,,. Des combats très violents ont lieu pendant la nuit et au matin du 6 mai Khan Touman est aux mains des rebelles, au prix d'au moins 43 morts dans leurs rangs contre 30 tués du côté des loyalistes,,. Selon des médias iraniens, 13 membres du Corps des Gardiens de la révolution islamique sont tués et 21 blessés dans ces combats,. Le 7 mai, le bilan de l'OSDH pour les combats à Khan Touman monte à 67 morts du côté des loyalistes — dont 20 Iraniens, 15 Afghans, 6 Libanais du Hezbollah et 8 Irakiens du Harakat Hezbollah al-Nujaba — et 57 morts du côté des rebelles,. Le 3 juin, les rebelles font une nouvelle poussée près de Khan Touman en prenant deux autres villages. Le 10 juin, les rebelles du Harakat Nour al-Din al-Zenki capturent pour la première fois un char T-90 livré par la Russie à l'armée syrienne. Le 15 juin, les villages de Zeitan et Khalassa, toujours au sud-ouest d'Alep, sont pris par les rebelles, puis repris par les loyalistes, et à nouveau repris par les rebelles la nuit du 17 au 18 juin, ainsi que le village de Burnah,,. Du 14 au 18 juin, selon l'OSDH les combats font au moins 186 morts, dont 100 rebelles et 25 hommes du Hezbollah. Le 24 juin, Hassan Nasrallah admet que son mouvement a perdu 26 hommes tués au combat, un fait prisonnier et un disparu, mais il déclare que le Hezbollah « allait augmenter sa présence à Alep car la plus grande bataille, celle qui est réelle et stratégique, est celle pour la ville et la région d'Alep »,,.
Début juin 2016, une nouvelle arme artisanale loyaliste serait apparue à Alep en remplacement ou en complément des barils explosifs : le largage de longs tuyaux souples explosifs. Des tuyaux de lances à incendie (5 mètres jusqu'à 100 mètres de long) emplis de TNT ou de C-4 auraient été largué par hélicoptère pour détruire des objectifs ennemis ou propulsés depuis le sol par des missiles, des tanks ou de véhicules de déminage pour nettoyer des champs de mines. Ces tuyaux auraient causé la mort de 30 personnes et blessé plusieurs dizaines de civils dans le secteur d'Alep.

### Offensive loyaliste au nord-ouest d'Alep et encerclement de la ville, en juin et juillet 2016

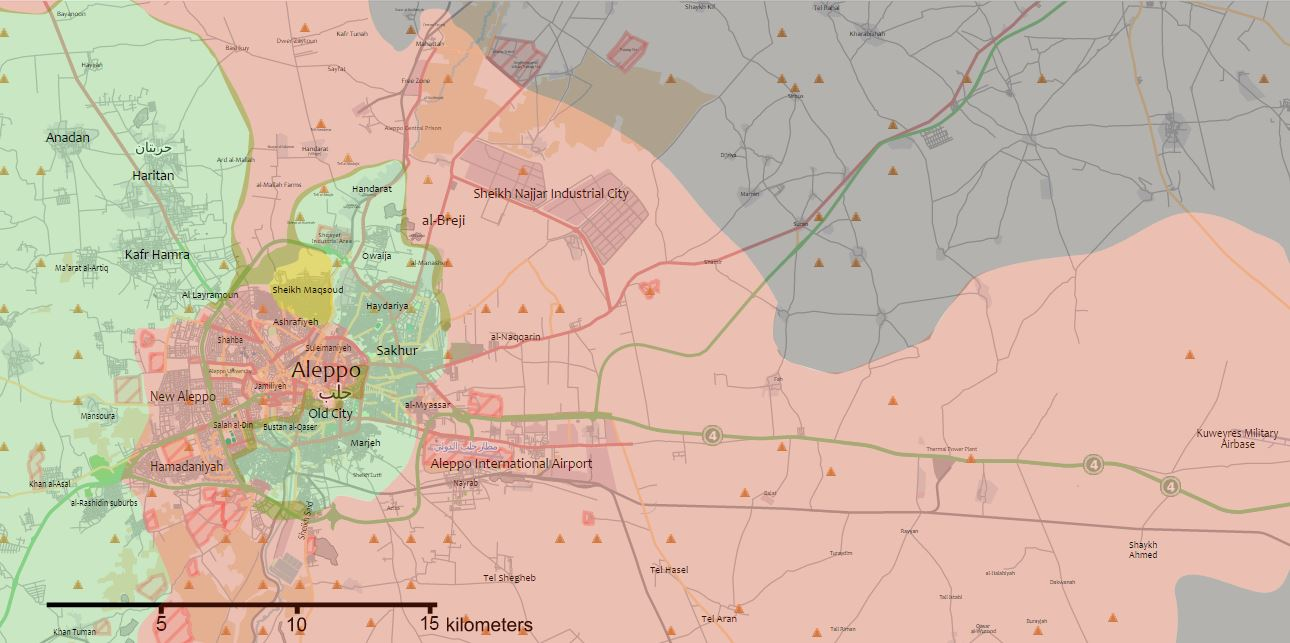
Situation à Alep le 31 juillet 2016.

Le 25 juin, les forces loyalistes engagent une nouvelle offensive au nord-ouest de la ville d'Alep, afin de couper la route dite du « Castello ». Cette autoroute est la dernière voie d'approvisionnement pour les rebelles retranchés dans les quartiers d'Alep-Est ; si les loyalistes s'en emparent, les rebelles se retrouveront totalement encerclés. Les combats se concentrent dans la zone agricole d'Al-Maleh — dite aussi fermes de Mallah.
Le 30 juin, la forte progression initiale des forces pro-Assad est stoppée par les combattants d'Ahrar al-Cham, de Faylaq al-Cham, du Front al-Nosra, et d'autres groupes rebelles. Selon l'OSDH, au moins 30 militaires et miliciens pro-Assad et 39 rebelles sont tués dans les affrontements des 29 et 30 juin,.
Le 3 juillet, les loyalistes lancent un nouvel assaut. Le 6 juillet, le régime syrien annonce une trêve de 72 heures en raison de l'Aïd el-Fitr,. Mais cette annonce s'avère être une ruse : dès le lendemain l'armée syrienne repasse à l'offensive au nord-ouest d'Alep. Elle avance et parvient à prendre une position rebelle stratégique située à un kilomètre de la route du Castello. Cette dernière voie d'approvisionnement rebelle surnommée la « route de la mort » est coupée de facto en se retrouvant à portée de tir des loyalistes,.
Le 8 juillet, en représailles, les rebelles bombardent les quartiers loyalistes, faisant une quarantaine de morts et 200 à 300 blessés parmi les civils. Le soir du 9 juillet, Faylaq al-Cham, le Front al-Nosra, le Harakat Nour al-Din al-Zenki et plusieurs autres groupes insurgés lancent une contre-attaque pour tenter de rouvrir la route Castello, mais cette dernière échoue et les rebelles y laissent au moins 29 morts. Ils repartent à l'assaut le 11 juillet, y compris dans la vieille ville, mais ils sont à nouveau repoussés,.
Le 17 juillet, les forces loyalistes progressent à nouveau vers le sud en direction de Sheikh Maqsoud, quartier contrôlé par les YPG. Elles atteignent finalement l'autoroute du Castello et s'y installent. Les quartiers rebelles sis au nord-est d'Alep sont alors totalement assiégés et coupés du monde extérieur,.
Le 21 juillet, l'ONU appelle à un accord sur des trêves de combats de 48 heures par semaine, aux fins d'apporter aides aux 200 000  à   300 000 habitants bloqués en secteur rebelle d'Alep,,. Mais le même jour, dans le quartier de Bab Jneine, dans le Vieil Alep, les rebelles font exploser un tunnel qu'ils ont creusé à cet effet sous une position loyaliste. Au moins 38 soldats syriens et combattants prorégime perdent la vie sous l'immeuble effondré.
Le 24 juillet, quatre hôpitaux et une banque de sang sont bombardés dans le quartier al-Chaar (est d'Alep), en zone rebelle assiégée depuis le 17 juillet. Un nouveau-né est décédé pendant ces bombardements. Cinq hôpitaux restent encore opérationnels dans la zone, selon l'Association des médecins indépendants (IDA). Le 26 juillet, les loyalistes capturent la zone des garages de Layramoun puis entrent dans le quartier industriel de Layramoun, au nord-ouest de la ville. Le 27, pendant que les Kurdes du quartier de Cheikh Maqsoud prennent une zone de logement pour mineurs (Youth housing) et progressent vers le nord jusqu'à l'autoroute M5 Castello, l’armée arabe syrienne loyaliste s’empare de toutes les usines de Layramoune (nord-ouest Alep). Puis par messages texto, elle informe les habitants de l'est d'Alep que des couloirs sûrs sont à leur disposition pour évacuer les quartiers rebelles encerclés.
Le 28 juillet, après avoir bombardé et mise en panne une installation électrique d'Alep, les rebelles fuient de nuit le quartier de Beni Zaid quasiment encerclé et aussitôt investi par les troupes loyalistes. Une partie des insurgés négocient leur reddition et sont évacués vers le gouvernorat d'Idleb. Le même jour, par décret législatif 2016/15 d'une durée de trois mois, le Président syrien Bachar al-Assad offre amnistie générale à toute personne armée fugitive de la justice ou pour qui aurait enlevé une personne et la relâcherait sans dommage. Dans le même temps, le ministre russe de la Défense, Sergueï Choïgou, annonce que trois couloirs humanitaires sont mis en place conjointement avec les forces gouvernementales « pour les civils pris en otage par les terroristes ». Et que « pour les combattants souhaitant déposer les armes » un quatrième couloir est ouvert sur l'autoroute M5 du Castello. À cet effet, des cartes de la ville avec points de passages humanitaires sont larguées sur les quartiers est d'Alep. Mais selon OSDH, seulement un petit nombre d'habitants d'Alep peuvent sortir d'Alep-Est, car les rebelles mettent en place des barrages pour empêcher les civils d'accéder aux couloirs humanitaires.

### Offensive rebelle au sud-ouest d'Alep, en août 2016

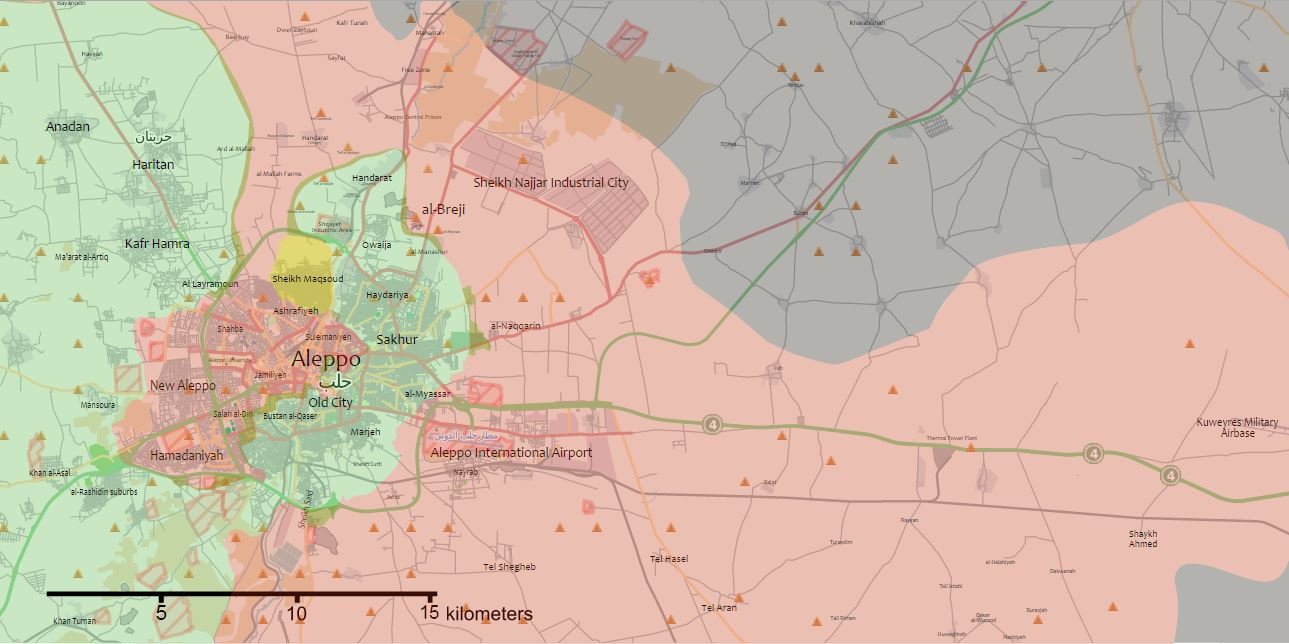
Situation à Alep en août 2016. Le siège est brisé du 6 août au 4 septembre 2016.

Le 31 juillet, les rebelles repassent à l'offensive dans la banlieue de Ramoussah, au sud-ouest d'Alep, avec pour objectif de faire une percée dans les lignes loyalistes et ouvrir une nouvelle route d'approvisionnement. Cette attaque est menée depuis l'extérieur de la ville par une vingtaine de groupes rebelles ; principalement le Front Fatah al-Cham, Ahrar al-Cham, Liwa Suqour al-Jabal, Faylaq al-Cham, Ajnad al-Cham, Liwa al-Haq, Jaych al-Sunna, Jaych al-Islam, la Division du Nord et le Parti islamique du Turkestan. Ces forces sont regroupées pour la plupart au sein de l'Armée de la conquête, tandis que les troupes rebelles assiégées le sont au sein de la coalition Fatah Halab. À Ramoussah, le camp loyaliste engage quant à lui principalement des troupes étrangères ; le Hezbollah, le Harakat Hezbollah al-Nujaba, la Brigade des Fatimides, et d'autres milices chiites épaulées par des unités de l'armée iranienne et de l'armée syrienne,,,,,,,,,,.
La nuit du 1er au 2 août, l'aviation russe intervient et freine la progression des rebelles. Les forces loyalistes peuvent reprendre cinq des huit positions conquise par les rebelles depuis le 31 juillet. La nuit du 2 au 3 août, elles reprennent encore deux villages et deux collines au sud-ouest.
Les combats mobilisent des milliers d'hommes, environ 4 000 à 9 000 côté rebelle et 5 000 côté loyaliste,,,,. Selon l'OSDH, du 31 juillet au 6 août, plus de 700 combattants des deux camps et 130 civils sont tués dans les combats à Alep. Au moins cinq généraux syriens sont tués. Les affrontements du 6 août font à eux seuls 200 morts. Ce jour-là la situation bascule ; les rebelles d'Ahrar al-Cham et du Front Fatah al-Cham annoncent qu'ils sont parvenus à faire une percée dans la banlieue de Ramoussah et à faire leur jonction avec les combattants de la coalition Fatah Halab assiégés dans la ville,,. Trois positions militaires, dont deux académies, sont prises. Dès le 7, les rebelles peuvent faire passer un premier convoi de nourriture. Les quartiers ouest contrôlés par le régime, où vivent encore entre 1 et 1,5 million de personnes, se retrouvent alors à leur tour menacé d'encerclement,,. Selon l'OSDH, 2 000 soldats et miliciens syriens, iraniens, irakiens et libanais arrivent en renfort dans les quartiers ouest en passant par la route du Castello,. Le Harakat Hezbollah al-Nujaba annonce également l'arrivée de 2 000 hommes supplémentaires à Alep,. Les rebelles de l'Armée de la conquête reçoivent aussi des renforts depuis le gouvernorat d'Idleb,.
Dans les semaines qui suivent, les combats sont indécis. Le 10 août, une attaque chimique au chlore fait au moins quatre morts et des dizaines de blessés civils dans des quartiers rebelles,. Selon l'OSDH, du 31 juillet au 31 août, au moins 613 civils, dont 78 femmes et 139 enfants, sont tués par les bombardements et les tirs d'artillerie commis par les deux camps. Le 18 août, la photo d'un enfant syrien blessé, Omran Daqneesh, 5 ans, rescapé d'un bombardement loyaliste ou russe dans le quartier de Qaterji, fait le tour du monde,,,.
Mais en août, entre 1 000 et 5 000 rebelles de l'Armée syrienne libre sont retirés du front d'Alep pour être redéployés en Turquie afin de prendre part à l'Opération Bouclier de l'Euphrate contre l'État islamique et les Forces démocratiques syriennes,,. Après une crise en 2015, un rapprochement entre la Turquie et la Russie s'est opéré au détriment des rebelles d'Alep et des Kurdes des YPG,. En retirant des troupes de l'ASL à Alep, Ankara dégarnit la défense de cette ville. En contrepartie la Russie laisse carte blanche aux Turcs dans leur lutte contre les Kurdes dans le nord de la Syrie, et ce en dépit des relations entretenues par ces derniers avec Moscou,. Dès le début de septembre, les loyalistes regagnent du terrain dans la zone des académies militaires au sud d'Alep. L'école de l'armée de l'air est reprise, suivie le 4 septembre par l'école d'armement et l'école d'artillerie. Le régime reprend alors le contrôle de la banlieue de Ramoussah et rétablit le siège des quartiers rebelles d'Alep,,. Des centaines de milliers de civils — 250 000, dont 100 000 enfants selon l'ONU, 326 000 selon le Comité civil d'Alep-Est — et plusieurs milliers de combattants rebelles — 8 000 selon l'ONU, dont 900 du Front Fatah al-Cham, et 20 000 selon l'opposition — se retrouvent ainsi encerclés par les troupes du régime et ses alliés,,,,,. Pour Luc Mathieu, grand reporter de Libération, les rebelles assiégés sont environ 6 000 : la plupart appartiennent à des groupes de l'Armée syrienne libre — surtout le Front du Levant, Fastaqim Kama Umirt et Faylaq al-Cham — le Harakat Nour al-Din al-Zenki compte 800 hommes ; le Front Fatah al-Cham, 150 à 200 ; et les bataillons Abou Amarah, quelques dizaines. Georges Malbrunot, grand reporter pour Le Figaro, parle quant à lui de 10 000 rebelles, dont 2 000 d'Ahrar al-Cham et 1 500 à 2 000 du Front Fatah al-Cham. La Russie estime pour sa part que le nombre des combattants du Front Fatah al-Cham se situe entre 1 000 et 1 500. En 2017, la Commission internationale indépendante d'enquête sur la Syrie mandatée par le Conseil des droits de l'homme des Nations unies parlera pour sa part de 6 000 à 8 000 rebelles, dont 150 à 200 du Front Fatah al-Cham.
L'Armée de la conquête cherche alors à mener une contre-offensive pour briser à nouveau le siège d'Alep, mais son chef, Abou Omar Saraqeb, est tué le 8 septembre par une frappe aérienne lors d'une réunion à Kafr Naha.

### Échec de la trêve de septembre 2016

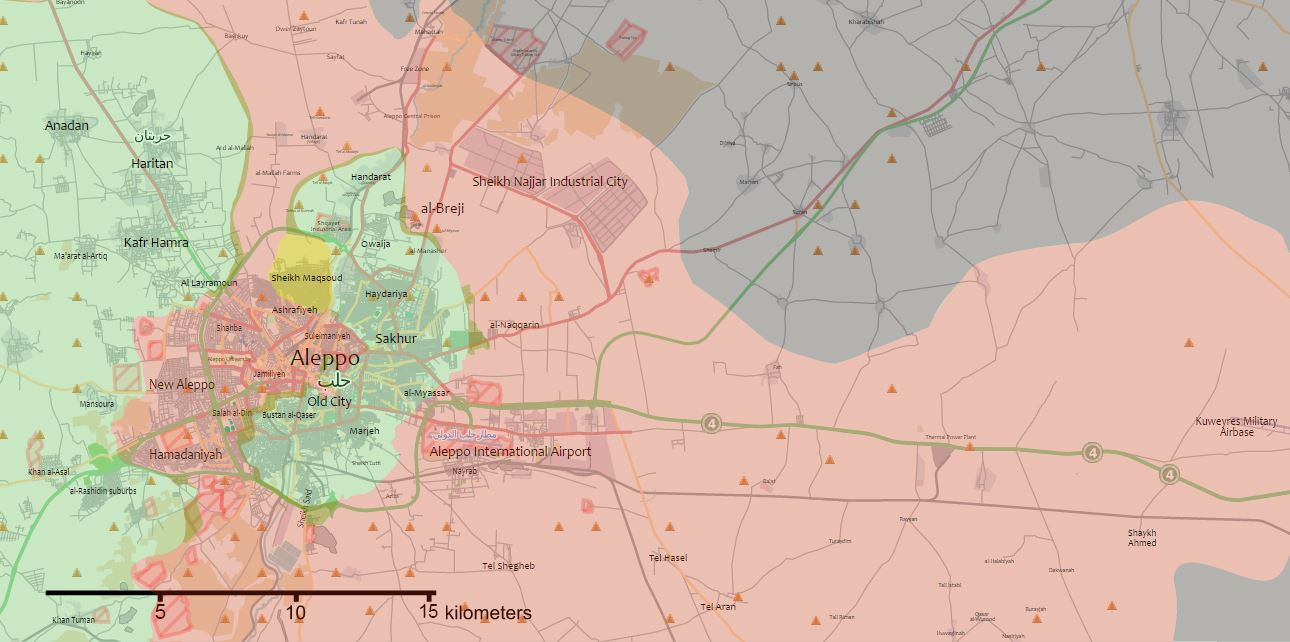
Situation à Alep le 10 septembre 2016.

Le 10 septembre, un nouvel accord de trêve est conclu entre les États-Unis et la Russie, et entre en vigueur le 12 septembre. L'accord prévoit des corridors sûrs pour les opérations humanitaires — avec notamment la démilitarisation de la route du Castello — et des actions coordonnées contre le Front Fatah al-Cham. L'accord est salué par l'ONU, la Turquie, la France et le Royaume-Uni. Le régime syrien l'accepte, tandis que les réactions des groupes rebelles alternent entre méfiance et rejet,,,,. Mais pendant toute la durée de la trêve, les camions de l'ONU chargés de nourriture et de médicaments sont bloqués à la frontière turco-syrienne. Malgré l'accord, aucune aide humanitaire n'arrive à Alep. Le 18 septembre, Alep est touchée par des frappes aériennes pour la première fois depuis le 12 septembre. Le soir du 19 septembre, l'armée syrienne annonce la fin de la trêve. Deux heures plus tard, l'aviation du régime reprend ses bombardements, en visant les quartiers de Soukkari, d'Amariya, Sakkour, Mahaadi et Chaar,,. Plus de 40 civils sont tués pendant la nuit. Dans la soirée, un convoi d'aide humanitaire de 31 camions de l'ONU et du Croissant-Rouge est frappé par un raid aérien mené par le régime syrien et la Russie près d'Orum al-Koubra, dans la région d'Alep, 18 camions sont détruits ou endommagés et au moins 20 bénévoles et conducteurs de camions sont tués,,,,,,. La nuit du 20 au 21 septembre, un autre raid aérien sur Khan Touman, au sud d'Alep, tue quatre membres syriens de l'Union des organisations de secours et de soins médicaux (UOSSM), une ONG médicale basée en France, ainsi que neuf membres de l'Armée de la Conquête qui travaillent dans le centre médical,.

### Offensive loyaliste dans les quartiers est d'Alep, septembre et octobre 2016

Évolution à Alep, du 22 septembre au 15 octobre 2016. Les zones reconquises par le régime sont délimitées en violet.

Le 22 septembre, l'armée syrienne annonce le lancement d'une nouvelle offensive dans les quartiers est de la ville,. Les quartiers rebelles sont alors intensément bombardés,,. Selon l'OSDH, les bombes larguées par le régime et les Russes font au moins 128 morts du 22 au 26 septembre, en grande majorité des civils dont 20 enfants et 9 femmes,. Mais selon le docteur Hamza al-Khatib, directeur d'un hôpital des quartiers rebelles, le bilan est encore plus élevé, les bombardements des 23 et 24 septembre font à eux seuls plus de 179 morts. Pour le Centre de documentation des violations en Syrie, 377 Alépins sont tués par les raids aériens menés du 20 au 26 septembre, dont une très grande majorité de civils. L'OMS évoque de son côté au moins 342 morts en une semaine, dont 106 enfants, et 1 129 blessés,,. Selon le docteur Hamza Al-Khatib, ces frappes ont été « les plus dures de ces cinq dernières années ». Pour la première fois, l'aviation russe emploie des bombes « Bunker buster »,. Des bombes à sous-munitions, des bombes au phosphore blanc et des bombes incendiaires sont également utilisées,,,. Trois des quatre centres des Casques blancs de la Défense civile syrienne sont touchés par les bombes et deux d'entre-eux sont détruits. La station d'extraction d'eau de Bab Al-Nayrab est également ciblée et mise hors service, un quart des quartiers rebelles se retrouvent ainsi privés d'eau courante. Le 28 septembre, les deux plus grands hôpitaux des quartiers est sont bombardés. Le 1er octobre, l'hôpital M10, le plus grand d'Alep-Est, est bombardé pour la deuxième fois par au moins deux barils d'explosifs. Le 3 octobre, après de nouvelles frappes, il est désormais détruit et inutilisable. Il ne reste alors plus dans les quartiers est que 30 médecins et six hôpitaux fonctionnant partiellement, dont un seul capable de traiter les grands blessés,. À l'automne 2016, le régime syrien et la Russie font alors l'objet d'accusations de crimes de guerre de la part des États-Unis, de la France, du Royaume-Uni, de l'Union européenne et d'Amnesty International,,. Le 8 octobre, la France propose un texte devant le Conseil de sécurité des Nations unies exigeant la cessation des bombardements ; onze membres du quinze votent pour, dont les États-Unis et le Royaume-Uni, mais la Russie oppose son veto, tandis que le Venezuela vote contre et que la Chine et l'Angola s'abstiennent. La Russie propose un autre texte réclamant une cessation des hostilités — mais sans appeler à la fin des bombardements aériens — qui est à son tour rejeté par neuf membres sur quinze, dont les États-Unis, la France et le Royaume-Uni,.
Au sol, les forces loyalistes tentent également de progresser. Elles mobilisent au moins 6 000 hommes pour l'assaut, dont 5 000 miliciens chiites,. Au sud-est d'Alep, 3 000 combattants russes d'une société militaire privée auraient également été déployés à al-Safira. Au nord d'Alep, les miliciens palestiniens du Liwa al-Quds parviennent à s'emparer du camp d'Handarat le 24 septembre, mais les rebelles contre-attaquent et le reprennent le 25,. Le 27 septembre, l'armée syrienne et ses alliés reprennent Farafira, un petit quartier au nord-ouest de la citadelle d'Alep,,. Le 29 septembre, les loyalistes reprennent Handarat pour la seconde fois, puis l'hôpital de Kindi le 30. Le 2 octobre, ils poursuivent leur progression au nord en attaquant les quartiers de Souleimane al-Halabi, Boustane al-Bacha et Sakhour,,. Ils attaquent ensuite le quartier de Cheikh Saïd au sud et s'emparent le 8 octobre du quartier d'Ouwayja, dans la périphérie nord.
Après une accalmie de plusieurs jours annoncée par l'armée syrienne, les raids aériens sur les quartiers est de la ville reprennent les 11 et 12 octobre faisant 145 morts selon Ammar al Selmo, le responsable du service de la protection civile sur place. Entre le 16 et le 17 octobre, les raids aériens font au moins 45 morts selon l'OSDH, qui recense au total 430 morts à Alep-Est entre le 22 septembre et le 18 octobre. Human Rights Watch donne de son côté un bilan de plus 440 civil tués, dont plus de 90 enfants, pour la même période.
Le 18 octobre, l'armée russe annonce un arrêt immédiat des raids aériens sur Alep pour pouvoir préparer une pause humanitaire le 20 octobre,,,. Cette nouvelle trêve est un nouvel échec, huit couloirs sont aménagés, mais en trois jours ils ne sont empruntés que par huit rebelles blessés et sept civils selon le général Sergueï Roudskoï, haut responsable de l'état-major russe, tandis que les Nations unies, invoquant des conditions de sécurité insuffisantes, ne peuvent évacuer 200 blessés et malades qui avaient besoin d'être soignés en urgence,,. La trêve s'achève le 23 octobre et les combats reprennent aussitôt.

### Offensive rebelle à l'ouest d'Alep, octobre et novembre 2016

Situation à Alep au cours de l'offensive, du 28 octobre au 12 novembre 2016.

Le 28 octobre, les forces rebelles situées à l'extérieur d'Alep lancent une deuxième offensive pour tenter de briser le siège de la ville par l'ouest,. L'offensive est lancée par le Front Fatah al-Cham et Ahrar al-Cham, suivis par au moins une vingtaine d'autres groupes : le Front du Levant, l'Armée des Moudjahidines, Fastaqim Kama Umirt, le Front de l'authenticité et du développement, le Harakat Nour al-Din al-Zenki, la 16e division d'infanterie, Jaych al-Tahrir, Al-Fauj al-Awwal, la Division Sultan Mourad, Jaych al-Ezzah, le Liwa Ahrar al-Sunnah, l'Armée libre d'Idleb, Jaych al-Islam, Faylaq al-Cham, le Liwa al-Haq, le Parti islamique du Turkestan et Ajnad al-Cham,. Les rebelles tirent des centaines de roquettes, notamment sur l'aéroport militaire de Nayrab et l'aéroport international d'Alep, puis, précédés par plusieurs véhicules-suicides, ils attaquent les quartiers ouest tenus par les loyalistes sur un front de 15 kilomètres,,,. En quelques heures, les rebelles prennent plus de la moitié du quartier de Dahiyet al-Assad,, ils tentent ensuite d'avancer vers l'académie militaire, la zone des « 3 000 appartements » et la zone des « 1 070 appartements », à l'ouest du quartier d'Hamdaniyeh,. Mais le 30 octobre, les loyalistes parviennent à freiner leur progression. Le même jour, Damas accuse les rebelles d'avoir utilisé du gaz chloré, ce qu'ils démentent,. Le 5 novembre, les loyalistes reprennent le quartier des 1 070 appartements qui avait été en partie envahi par les rebelles,. L'offensive rebelle se solde finalement par un échec. Le 12 novembre, les loyalistes reprennent le quartier de Dahiyat Al-Assad et le village de Minyane, faisant ainsi perdre aux rebelles tous leurs gains des jours précédents,. Selon l'OSDH, entre le 28 octobre et le 12 novembre, les combats ont fait au moins 152 morts côté loyaliste — dont 28 Libanais du Hezbollah et 41 Iraniens et Irakiens — et 260 morts côté rebelle, plus une centaine de civils, dont 29 enfants, tués par les tirs d'artillerie de l'opposition,,.
À l'intérieur d'Alep, des combats éclatent également le 3 novembre entre des groupes rebelles : le Harakat Nour al-Din al-Zenki et les bataillons d'Abou Amarah d'un côté et Fastaqim Kama Umirt de l'autre. Les premiers remportent la victoire, font des dizaines de prisonniers et s'emparent des dépôts d'armes et de nourriture de leur rival,,,.
Fin novembre, des tractations ont lieu à Ankara, l'opposition demande à la Russie un arrêt des combats et une livraison d'aide humanitaire à Alep-Est en échange du départ du Front Fatah al-Cham, sans succès.

### Offensive loyaliste et chute d'Alep-Est, novembre et décembre 2016
Après l'échec de l'offensive rebelle à Alep-Ouest, les forces loyalistes reprennent leurs opérations dans les quartiers assiégés. Leur objectif est de rendre Alep-Est invivable, par les bombardements et la famine, afin d'obtenir la reddition des forces rebelles,,. Le 13 novembre, l'armée syrienne lance un ultimatum aux rebelles et leur laisse 24 heures pour déposer leurs armes et quitter la ville avant le lancement d'une nouvelle offensive. Côté loyaliste, des dizaines de factions armées sont mobilisées pour l'assaut : les Forces du Tigre du général Souheil al-Hassan, le Liwa Suqour Al-Sahara, les Brigades du Baas, le Liwa al-Quds, le PSNS, la 4e division blindée et la Garde républicaine,,. Déployés principalement sur le front sud, le Corps des Gardiens de la révolution islamique et les milices chiites pro-iraniennes pourraient représenter jusqu'à la moitié des effectifs totaux, avec notamment les Libanais du Hezbollah, les Afghans de la Brigade des Fatimides, les Syriens de Fawj al-Imam al-Hujja, du Junud al-Mahdi, de la Brigade Imam al-Baqir, les Pakistanais du Liwa Zainebiyoun et les Irakiens du Harakat Hezbollah al-Nujaba, d'Asaïb Ahl al-Haq, des Brigades de l'imam Ali, du Harakat al-Abdal et des Brigades Dir’al-Wilaya,,,. Toutes ces forces sont soutenues par l'aviation et l'artillerie russe.

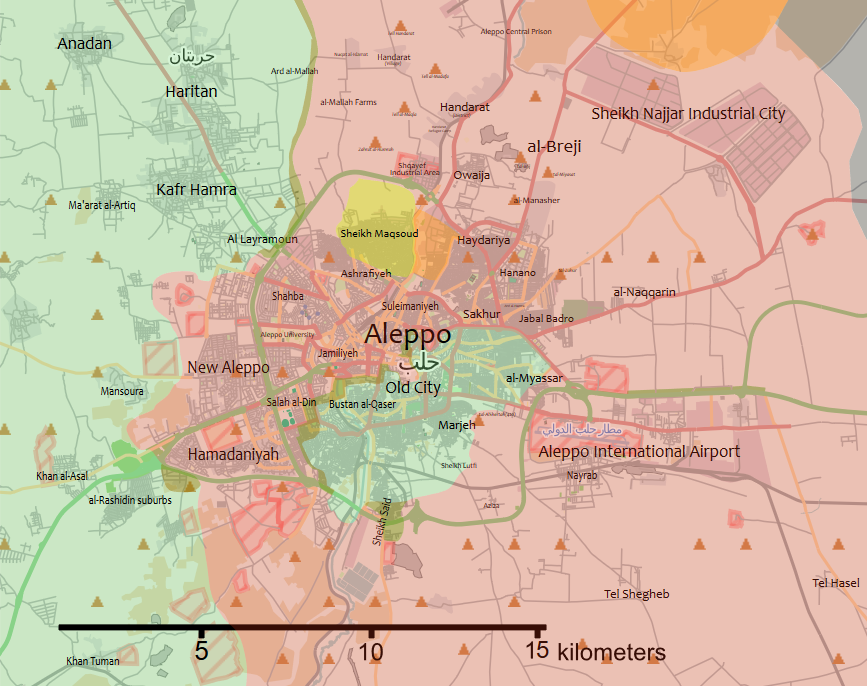
Situation à Alep, le 28 novembre 2016.

Après un mois d'accalmie, les raids aériens intensifs reprennent le 15 novembre. Tous les quartiers d'Alep-Est sont bombardés. Des hélicoptères larguent à nouveau des barils de gaz de chlore,,. Selon Human Rights Watch, les forces du régime répandent du chlore à au moins huit reprises à Alep-Est entre le 17 novembre et le 13 décembre, provoquant la mort de neuf personnes, dont quatre enfants, et faisant 200 blessés parmi les civils,. D'après l'OSDH, les frappes font plus de 120 morts en quatre jours. Selon les Casques blancs, les bombardements font 289 morts, 950 blessés et des dizaines de disparus entre le 15 et le 19 novembre. Le 18 novembre, les bombardements détruisent complètement le quartier-général de la Défense civile syrienne du quartier de Bab al-Nairab et une partie de l'hôpital d'Omar Ben Abdelaziz, dans le quartier de Maadi, qui est mis hors de service,. Le même jour, le dernier hôpital pédiatrique d'Alep-Est est évacué après avoir été frappé deux jours plus tôt par deux barils d'explosifs,. L'Organisation mondiale de la santé (OMS) et la direction sanitaire locale annoncent alors que plus aucun hôpital d'Alep-Est n'est en service,,,,. L'OSDH indique que certains hôpitaux peuvent encore continuer à prodiguer des soins, mais que les habitants n'osent désormais plus s'y rendre. Selon l'OMS, seules quelques petites cliniques peuvent encore dispenser des soins.
Au sol, le Hezbollah, le Harakat Hezbollah al-Nujaba et d'autres milices pro-iraniennes passent à l'offensive dans la nuit du 17 au 18 novembre sur le quartier de Cheikh Saïd, au sud de la ville,,,,. Le 20 novembre, l'armée syrienne et le Liwa al-Quds entrent dans le quartier de Massaken Hanano, au nord-est d'Alep, puis réalisent une percée le lendemain dans les lignes rebelles,,. Le quartier d'Hanano est considéré comme facilement défendable avec ses hauts immeubles, à la vue bien dégagée. Il est tenu principalement par les hommes de Fastaqim Kama Umirt, mais ce groupe est affaibli après les combats livrés quelques jours plus tôt contre le Harakat Nour al-Din al-Zenki et le Front Fatah al-Cham. À court de munitions, les forces de Fastaqim Kama Umirt battent en retraite. Le 22 novembre, un tiers du quartier de Hanano est aux mains des loyalistes,. Puis 60 % le 25 novembre. Le 26 novembre, l'armée syrienne reprend entièrement le quartier de Hanano, qui était le plus grand de la ville occupé par les rebelles et qui était sous leur contrôle depuis 2012,. Le 27 novembre, les loyalistes attaquent ensuite les quartiers voisins de Sakhour et Haydariyé et s'emparent des quartiers de Jabal Badro, Bab al-Haid et Baadine,,. Les défenses rebelles au nord d'Alep-Est s'effondrent,. Le 28 novembre, les loyalistes s'emparent en quelques heures de Sakhour, Haydariyé, Cheikh Khodr et d'une partie de Boustane al-Bacha, tandis que les YPG profitent de la débâcle des rebelles pour s'emparer de Cheikh Fares et d'une autre partie de Boustane al-Bacha,,,,,,. En quelques jours, les rebelles perdent ainsi 30 à 40 % du territoire qu'ils occupaient à Alep-Est, et laissent au moins 134 morts dans les combats entre le 15 et le 26 novembre selon l'OSDH.

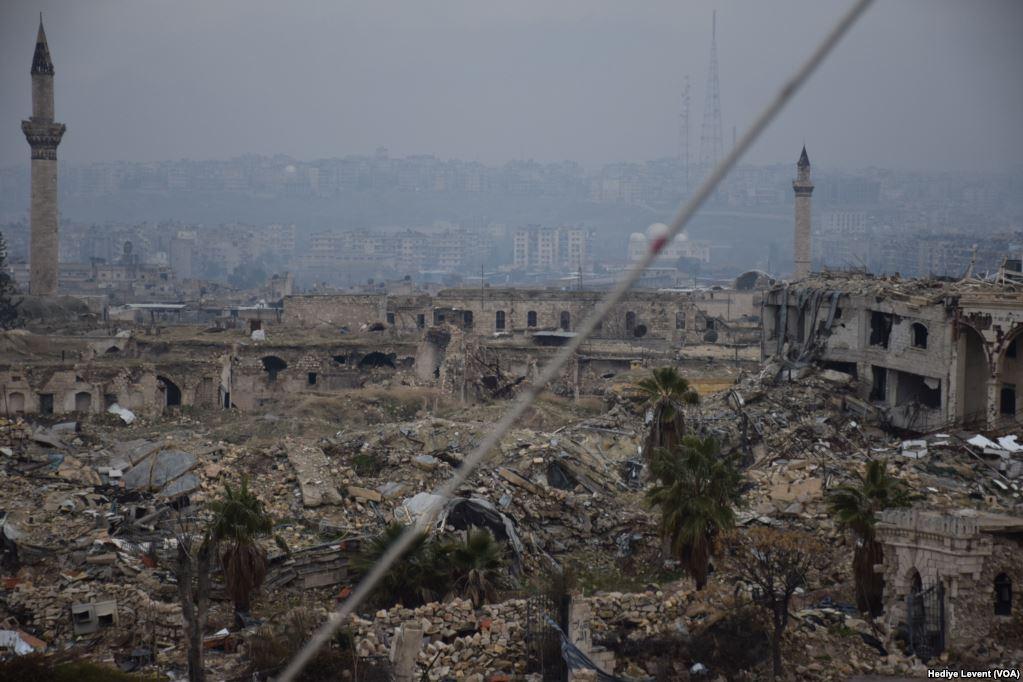
Ruines de la vieille ville d'Alep, en janvier 2017.

La population, paniquée, tente de fuir. Du 26 au 30 novembre, selon l'OSDH environ 50 000 civils parviennent à quitter les quartiers assiégés, 30 000 d'entre-eux fuient vers le quartier Cheikh Maqsoud, tenu par les Kurdes des YPG, et 20 000 autres vers les zones gouvernementales,,. Staffan de Mistura, l'émissaire de l'ONU pour la Syrie, affirme de son côté le 30 novembre que 8 000 habitants ont trouvé refuge à Cheikh Maqsoud et 18 000 autres en secteur loyaliste. D'autres habitants refluent vers les zones encore tenue par les insurgés,,,. Damas et Moscou accusent les rebelles de retenir les populations en otages, tandis qu'Amnesty International rapporte que des habitants d'Hanano et Jabal Badro restent terrés chez eux par craintes de représailles de la part des soldats du régime,. Plusieurs centaines de civils sont arrêtés par les services de Renseignement de l'Armée de l'Air, d'autres auraient été enrôlés de force dans l'armée,,,,,. Des exécutions sommaires sont également commises par les loyalistes selon Brita Hagi Hassan, le président du conseil d'Alep-Est et des témoignages recueillis par The Guardian,. Le 29 novembre, à Bab Al-Nayrab, un groupe de civils est pris pour cible par un avion qui tue 28 personnes. Le 30 novembre, dans Jub Al-Kubbah, un quartier du vieil Alep, plusieurs familles essayant de franchir la ligne de démarcation se retrouvent pris sous des tirs d'artillerie du régime qui font 45 morts selon les Casques blancs. Les Casques blancs sont alors à court d'essence et se retrouvent contraints de transporter les morts et les blessés sur des charrettes à bras. Selon Brita Hagi Hassan, le président du conseil d'Alep-Est, 790 civils ont été tués au cours du mois de novembre, dont 71 femmes et 118 enfants, 1 550 bombardements ont été effectués par le régime et les Russes, 750 barils explosifs ont été largués par hélicoptères et le gaz chlore a été utilisé à cinq reprises.
Le 30 novembre, Damas affirme avoir reconquis le quartier de Cheikh Saïd. Cependant, le 2 décembre, les rebelles contre-attaquent et reprennent le contrôle de 70 % de Cheikh Saïd, en revanche les loyalistes capturent une partie du quartier de Tariq al-Bab et atteignent celui de Chaar. Les rebelles reculent également à Maasaraniyah et Karm al-Jazmati. Dans la nuit du 2 au 3 décembre, Tariq al-Bab est entièrement reconquis par le régime. La nuit du 4 au 5 décembre, le petit quartier de Qadi Askar tombe à son tour. Puis le 6 décembre, le régime reprend encore Dahret Awwad, Jouret Awwad, Karm Al-Jabal, Karm Al-Beik et surtout Chaar, le plus grand quartier résidentiel d'Alep-Est,. À cette date, 70 % d'Alep-Est est retombé aux mains des forces loyalistes. Le matin du 7 décembre, les rebelles abandonnent sans combattre la Vieille ville, ainsi que trois quartiers proches : Bab al-Nayrab, Maadi et Marjé,. Le même jour, alors que 80 % d'Alep-Est est retombé aux mains des forces pro-régime, plusieurs groupes rebelles demandent un cessez-le-feu de cinq jours et l'évacuation des civils et de 500 blessés graves vers le nord du gouvernorat d'Alep, dans la zone contrôlée par l'Armée syrienne libre et l'armée turque,,,. En revanche selon le HCDH, d'autres groupes rebelles, comme le Front Fatah al-Cham, Ahrar al-Cham ou les Bataillons Abou Amarah, empêchent les civils de quitter les quartiers est, allant parfois jusqu'à tirer sur les fuyards,,. L'ONU estime alors à environ 100 000 le nombre des civils à Alep-Est. Alors que la Russie et la Chine opposent une nouvelle fois leur veto le 5 décembre à un projet de résolution du Conseil de sécurité de l'ONU, les États-Unis, la France, le Royaume-Uni, l'Allemagne, le Canada et l'Italie continuent de réclamer une cessation des hostilités dans un appel lancé le 7 décembre. Mais le régime de Bachar el-Assad refuse et exige la reddition des « terroristes ».

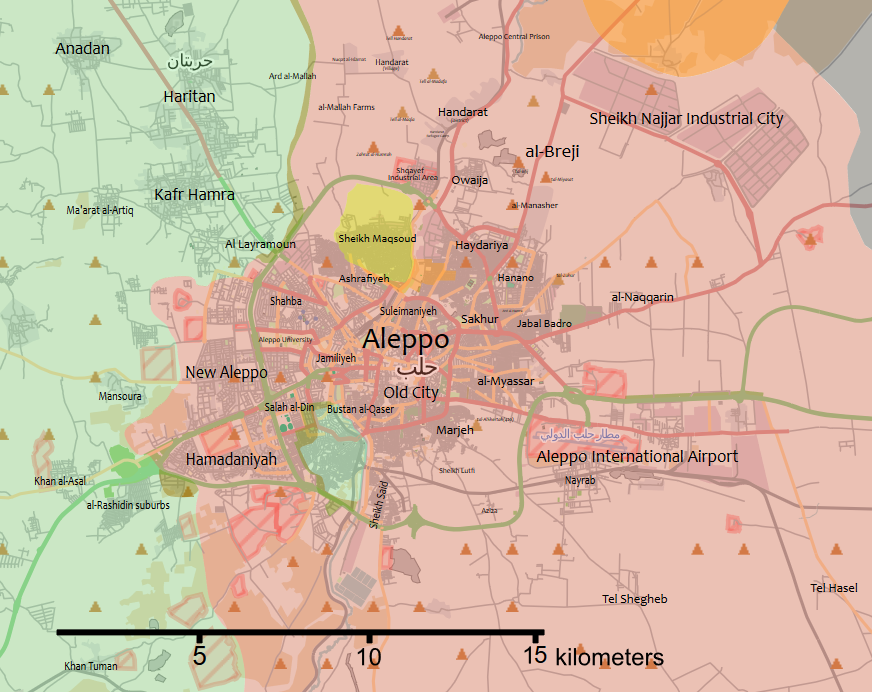
Situation à Alep, le 13 décembre 2016.

Le 11 décembre, les loyalistes attaquent à l'est de la poche rebelle et s'emparent du petit quartier d'Assila et de la grande majorité du quartier de Maadi, environ 10 000 civils parviennent à s'enfuir. À cette date, le régime a repris le contrôle de 85 % d'Alep-Est, et selon l'OSDH 120 000 civils ont pu fuir depuis la mi-novembre, dont 90 000 vers les quartiers gouvernementaux et 30 000 vers ceux tenus par les Kurdes. Puis la nuit du 11 au 12 décembre, les milices chiites et l'armée syrienne finissent par reprendre l'important quartier de Cheikh Saïd, au sud, occupant ainsi 90 % d'Alep-Est,. Selon Moscou, 728 rebelles se sont rendus et 13 346 civils ont fui lors de cette attaque. Les insurgés perdent ensuite Salhine dans la journée du 12 décembre et se retirent de six autres quartiers, dont ceux de Ferdous, Kallassé, et Boustane al-Qasr, qui était le plus fortifié. Ils se replient sur la rive est de la rivière Quoueiq et ne tiennent alors plus que les quartiers de Soukkari et al-Machad, ainsi qu'une petite partie de Salaheddine et quelques autres secteurs à al-Ansari, Ard al-Sabbagh et Amriya,,,,. Les quartiers abandonnés sont repris par les loyalistes dans la nuit du 12 au 13 décembre, le général Zaïd Saleh annonce alors que la reconquête d'Alep « entre dans sa phase finale », et le directeur de l'OSDH déclare que « la bataille d’Alep touche à sa fin ». Alors que la victoire du régime semble imminente, quelques manifestations de joie ont lieu dans la nuit à Alep-Ouest, filmées par la télévision d'État, mais au même moment la progression des loyalistes à Alep-Est s'accompagne de massacres contre des civils,,,,,. Selon des activistes locaux et des témoignages d'habitants, au moins 79 civils sont exécutés sommairement à Fardous et Salihine,,,. Certains auraient été tués à l'arme blanche, et d'autres brûlés vifs. Dans la nuit du 12 au 13 décembre, le secrétaire général de l'ONU Ban Ki-moon s'alarme des nombreuses informations faisant état d'atrocités commises contre « un grand nombre » de civils. Selon l'ONU, au moins 82 civils, dont 11 femmes et 13 enfants ont été tués dans quatre quartiers — Boustane al-Qasr, Kallassé, Ferdous et Salhine — par des troupes pro-régime, et notamment par des miliciens chiites irakiens du Harakat Hezbollah al-Nujaba,,.
Selon l'OSDH, au moins 465 civils, dont 62 enfants, sont tués à Alep-Est et 142 autres, dont 42 enfants, à Alep-Ouest entre le 15 novembre et le 15 décembre. Au total, selon la Russie, 2 200 rebelles auraient été faits prisonniers et 100 000 civils se seraient enfuis d'Alep-Est à la date du 12 décembre. De plus, selon le Réseau syrien des droits de l'homme, au cours du mois de décembre 1 897 personnes ont été soumises par les loyalistes à des disparitions forcées, dont 47 femmes et 21 enfants,.

### Capitulation et évacuation d'Alep-Est, décembre 2016

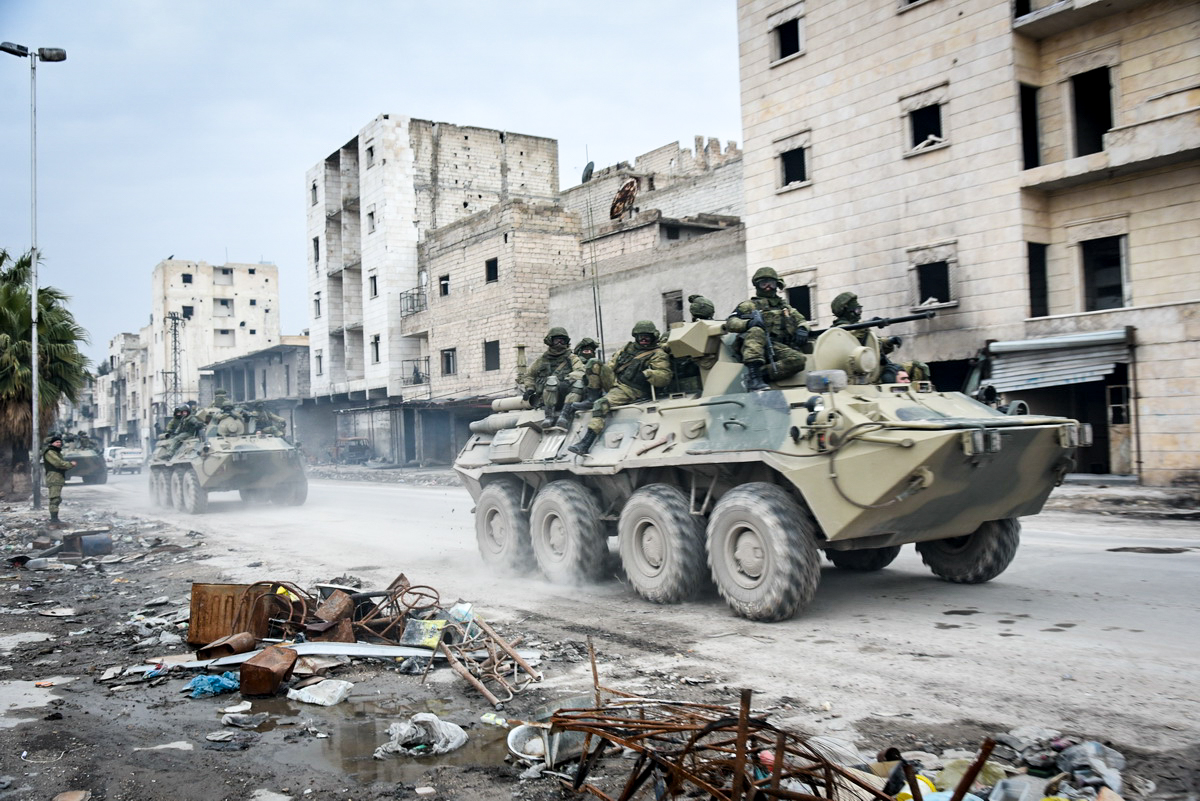
Des démineurs de l'armée russe dans les ruines d'Alep, le 23 décembre 2016.

Le soir du 13 décembre, les rebelles capitulent. Ils ne tiennent alors plus qu'une poche d'environ deux kilomètres carrés. Un accord de cessez-le-feu est conclu sous la houlette de la Russie et de la Turquie, prévoyant l'évacuation des combattants et des civils vers le gouvernorat d'Idleb ou le nord du gouvernorat d'Alep,,. Environ 100 000 civils sont toujours assiégés à cette date selon Médecins du Monde, l'ONU chiffre le nombre des civils entre 40 000 et 50 000, ainsi que 1 500 à 5 000 combattants rebelles. Mais alors que les opérations d'évacuations doivent débuter le 14 décembre, les combats et les bombardements reprennent. Les deux camps s'accusent mutuellement d'avoir rompu le cessez-le-feu. L'Iran, le Hezbollah et les milices chiites rejettent l'accord russo-turc, qu'ils estiment insuffisant, et réclament en contrepartie la levée du siège et une évacuation de Foua et Kafraya, deux villages chiites du gouvernorat d'Idleb tenu par le Hezbollah et assiégé depuis 2015 par les rebelles,,,,,. Un nouvel accord est conclu et l'évacuation vers la province d'Idleb commence le 15 décembre, cependant un premier convoi de blessés est la cible de tirs de soldats syriens ou de miliciens chiites et est contraint de rebrousser chemin après avoir eu un mort et trois ou quatre blessés, dont Bebars Mesha'al, le chef local des Casques blancs,,. Le même jour, un avion syrien bombarde un site près des bus, provoquant un début de panique parmi les civils. Mais les évacuations reprennent ensuite dans la journée et se déroulent sans incident, selon le CICR 3 000 civils quittent Alep dans trois convois qui traversent la ville par le quartier de Ramoussah,,,,. Les évacuations se poursuivent pendant la nuit mais au cours de la journée du 16 décembre, alors que 8 000 à 9 500 personnes, dont 3 000 à 4 500 combattants et 250 à 337 blessés, ont pu quitter Alep-Est, le Hezbollah et des milices chiites coupent la route d'évacuation à Ramoussah et interceptent un convoi qu'ils obligent à rebrousser chemin,,,,. L'Iran et ses milices exigent alors la levée intégrale du siège de Foua et Kafraya et obtiennent gain de cause,. Les évacuations reprennent le soir du 18 décembre, des milliers de civils sont transférés par bus d'Alep-Est à Khan al-Assal, tandis que plusieurs centaines d'habitants commencent également à quitter Foua et Fafraya,,. Le 19, le Conseil de sécurité des Nations unies vote l'envoi d'observateurs pour superviser l'opération sur le terrain. Le 22 décembre, l'évacuation s'achève : 4 000 à 6 000 rebelles quittent Alep-Est avec leurs armes légères sous les regards des soldats syriens et des miliciens pro-Iraniens et sous la supervision des soldats russes et d'une trentaine d'observateurs de l'ONU arrivés sur place,.

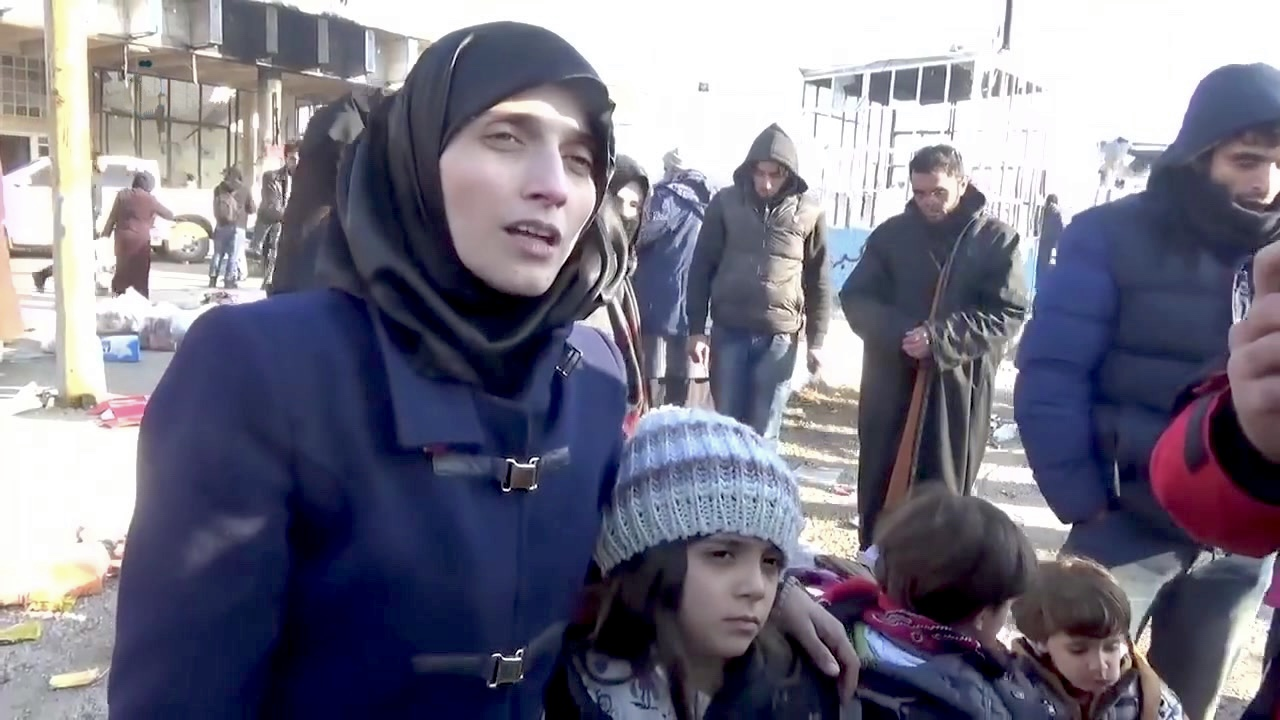
La petite fille syrienne Bana Alabed, connue pour ses messages publiés sur Twitter pendant le siège d'Alep, et sa mère, Fatemah Alabed, après leur évacuation le 19 décembre 2016.

Au total, 34 000 civils et rebelles ont pu quitter d'Alep-Est entre les 15 et 22 décembre, et plus de 1 000 personnes ont pu quitter Foua et Kafraya selon le Comité international de la Croix-Rouge. La Turquie chiffre de son côté à 44 000 le nombre des insurgés et des civils s'étant retirés des quartiers d'Alep-Est. L'Observatoire syrien des droits de l'homme donne quant à lui le nombre de 27 000 évacués, dont 7 000 combattants. Depuis la ville de Cilvegözü, dans la province de Hatay, face au poste-frontière de Bab al-Hawa, la Turquie envoie de l'aide humanitaire pour les déplacés — repas, tentes, médicaments, vêtements épais — mais refuse de les laisser entrer sur son territoire, à l'exception des blessés,. Certains civils passent alors clandestinement, mais la plupart s'établissent dans l'ouest du gouvernorat d'Alep, toujours tenu par les rebelles. L'ancien maire d'Alep-Est, Brita Hagi Hassan, se réfugie pour sa part en France.
Dans la soirée du 22 décembre, les soldats syriens et les miliciens du Hezbollah entrent dans la dernière poche de résistance des rebelles, l'armée syrienne affirme alors dans un communiqué avoir entièrement repris Alep,,,,. Seule la zone de Cheikh Maqsoud demeure aux mains des YPG, l'armée syrienne demande alors aux miliciens kurdes de l'évacuer avant le 1er janvier 2017, sans succès. À l'issue de plus de quatre années de combats, Alep est détruite ou endommagée à 40 %, dont 60 % pour la Vieille ville. Plusieurs monuments historiques ont été endommagés : notamment la Grande Mosquée d'Alep, fortifiée par les rebelles et dont le minaret a été détruit ; le Hammam al-Nahassin ; et le Souk d'Alep, totalement dévasté lors de combats de 2012 et 2013.

## Bilan humain

Situation à Alep le 23 décembre 2016, au terme de la bataille :
Zones contrôlées par le régime syrien et ses alliés
Zones contrôlées par les rebelles
Zones contrôlées par les YPG
Zones contrôlées par l'État islamique
Zones disputées (en combats ou sans contrôle) à la date de la présente carte

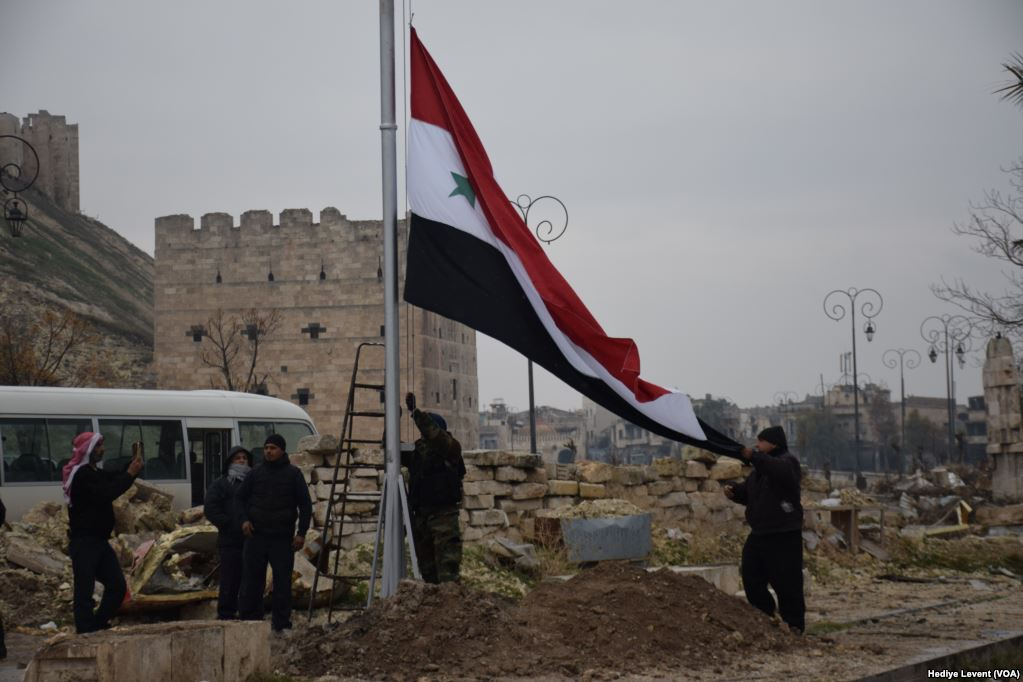
Loyalistes au pied de la citadelle d'Alep, le 13 janvier 2017.

Dans un rapport publié le 24 octobre 2014, le Réseau syrien des Droits de l'Homme affirme que 1 286 civils ont été tués à Alep par des snipers du régime syrien.
Selon l'Observatoire syrien des droits de l'homme (OSDH), au moins 1 963 civils, dont 567 enfants et 283 femmes, ont été tués entre début janvier et le 29 mai 2014 par les barils d'explosifs et les bombes larguées par les avions du régime. L'OSDH comptablise aussi au 422 morts, en majorité des civils, à Alep et ses environs, causés les bombardements du régime entre le 15 et le 25 décembre 2013. Pour la période de juillet à novembre 2014, l'OSDH comptabilise au moins 203 civils tués à Alep, ainsi que 700 autres blessés.
Pour l'ensemble de l'année 2014, Amnesty International dénonce les attaques aux barils d'explosifs largués par des loyalistes, qui ont fait plus de 3 000 morts parmi les civils dans l'ensemble du gouvernorat d'Alep, et les tirs de mortiers et de roquettes effectués par les rebelles qui ont tué au moins 600 civils,. En fin juillet 2014, Human Rights Watch affirmait que le nombre de secteurs frappés par les barils d'explosifs aurait presque doublé en cinq mois, faisant près de 1 700 morts.
Selon l'OSDH, pour la période du 22 avril au 22 décembre 2016, au moins 2 872 civils ont été tués à Alep dans les bombardements, dont 330 femmes et 630 enfants, plus de 16 000 autres ont été blessés :
- Les bombardements aériens loyalistes et russes sur les zones rebelles ont causé la mort d'au moins 1 607 civils, dont 139 femmes et 300 enfants[679] ;
- Les tirs d'artillerie loyalistes sur les zones rebelles ont causé la mort d'au moins 282 civils, dont 24 femmes et 60 enfants[679] ;
- Les tirs d'artillerie rebelles sur les zones loyalistes ont causé la mort d'au moins 923 civils, dont 158 femmes et 255 enfants[679] ;
- Les tirs d'artillerie rebelles sur les zones kurdes ont causé la mort d'au moins 40 civils, dont 4 femmes et 9 enfants[679].
- Les tirs d'artillerie kurdes ont causé la mort d'au moins 8 civils[679].

Pour la direction de la santé à Alep, 400 civils ont été tués par des frappes aériennes du régime syrien et de la Russie entre le 19 septembre et le 10 octobre 2016.
Selon Brita Hagi Hassan, président du Conseil local d'Alep-Est, 1 475 civils ont été tués et 5 000 blessés entre le début du siège, début septembre, et début décembre 2016.
Selon les Casques blancs, 304 attaques ont été menées « très probablement » par la Russie à Alep et sa région entre juillet et décembre 2016 et ont causé la mort de 1 207 civils dont 380 enfants.
Selon le Centre de documentation des violations en Syrie, 3 497 civils ont été tués à Alep entre juin et décembre 2016,.
Au total, entre mars 2011 et le 21 décembre 2016, l'OSDH affirme avoir recensé la mort d'au moins au moins 21 452 civils dans le gouvernorat d'Alep, dont 2 777 femmes et 5 261 enfants,,.
Plusieurs journalistes sont tués à Alep au cours de la bataille, dont la Japonaise Mika Yamamoto, tuée le 20 août 2012 ; le Syrien Tamer Al-Awam, tué le 9 septembre 2012, ; le Syrien Yusuf Ahmed Deeb, tué le 16 septembre 2012 ; le Syrien Souhail Mahmoud Ali, tué le 4 janvier 2013, ; le Franco-Belge Yves Debay, tué le 17 janvier 2013,, le Syrien Molhem Barakat, tué le 20 décembre 2013 ; et le Syrien Khaled al-Essa, tué le 24 juin 2016.

## Crimes de guerre et crimes contre l'humanité
Le 5 mai 2015, Amnesty international publie un rapport accusant les forces du régime syrien de crimes contre l'humanité et de crimes de guerre et les rebelles de crimes de guerre à Alep,. L'ONG dénonce notamment le recours aux barils d'explosifs largués par hélicoptères qui suscitent « une terreur pure et une souffrance insupportable » : « En visant de manière délibérée et continuelle les civils, le gouvernement semble avoir adopté une politique insensible de punition collective contre la population civile à Alep. […] Ces frappes continues et répréhensibles sur les zones résidentielles sont la marque d’une politique d’offensive délibérée et systématique contre les civils dans le cadre d’attaques qui constituent des crimes de guerre et des crimes contre l’humanité »,. L'ONG déclare également que les rebelles ont utilisé « des armes imprécises comme les obus de mortier et des roquettes artisanales fabriquées à partir de bouteilles de gaz surnommées (par les rebelles) 'les canons de l'enfer' »,. Le rapport fait aussi état « de la pratique généralisée de la torture, de la détention arbitraire et de l'enlèvement, aussi bien par les forces du régime que par les groupes armés d'opposition »,.
Le 4 juillet 2016, Amnesty international publie un rapport accusant cinq groupes rebelles — le Harakat Nour al-Din al-Zenki, le Front du Levant, la 16e division, Ahrar al-Cham et le Front al-Nosra — de crimes de guerre, d'enlèvements, de tortures et d'exécutions sommaires. L'ONG recense « 24 cas d’enlèvements par des groupes armés entre 2012 et 2016 », ciblant notamment des « militants pacifiques et même des mineurs, ainsi que des membres de minorités » — notamment des prêtres chrétiens et des Kurdes — et indique que « beaucoup de civils vivent dans la peur constante d’être enlevés s’ils critiquent la conduite des groupes armés, ou s’ils ne respectent pas les règles strictes qu’ils leur imposent ». Amnesty international documente également cinq cas de tortures commis par le Harakat Nour al-Din al-Zenki et le Front al-Nosra et des cas d'exécutions sommaires commises par le Front al-Nosra et le Front du Levant, notamment contre « un adolescent de 17 ans accusé d'être gay et une femme accusée d'adultère », ainsi que contre des soldats et miliciens pro-gouvernementaux, des djihadistes de l'État islamique et des combattants de groupes rivaux faits prisonniers. Amnesty appelle les pays du Groupe international de soutien à la Syrie (GISS), notamment les États-Unis, le Qatar, la Turquie et l'Arabie saoudite de « cesser tout transfert d’armes ou tout autre soutien aux groupes impliqués dans des crimes de guerre ou d’autres violations flagrantes »,,.
Le 20 octobre 2016, Amnesty international déclare : « Nos nouvelles images satellite ainsi que de nouveaux témoignages attestent que les forces gouvernementales syriennes, avec le soutien de la Russie, ont attaqué des habitations, des installations médicales, des écoles, des marchés et des mosquées. Une stratégie militaire délibérée pour vider la ville ».
Le 1er mars 2017, la Commission internationale indépendante d'enquête sur la Syrie mandatée par le Conseil des droits de l'homme des Nations unies publie un rapport couvrant la période du 21 juillet au 22 décembre 2016 à Alep,. Elle conclut que « toutes les parties ont commis de graves violations des lois humanitaires internationales constitutives de crimes de guerre ». Selon la Commission : « les frappes aériennes sur la partie est de la ville d'Alep ont délibérément visé des hôpitaux et des convois humanitaires et constituent des crimes de guerre. […] Lorsque les forces progouvernementales sur le terrain ont pris le contrôle de l'est d'Alep à la fin novembre 2016, il ne restait plus d'hôpitaux fonctionnels ni d'autres installations médicales ». Le rapport indique également que « les forces gouvernementales et leurs alliés ont empêché la population civile de la partie est d'Alep d'avoir accès à la nourriture et aux fournitures de base, utilisant ainsi des tactiques brutales de siège pour forcer les redditions ». Il pointe également que l'aviation syrienne a utilisé du chlore contre les civils d'Alep-Est et est responsable de l'attaque aérienne menée contre un convoi humanitaire de l'ONU et du Croissant-Rouge arabe syrien à Orum al-Koubra le 19 septembre 2016 : « Tous les rapports, images satellites, témoignages et expertises médico-légales sur le terrain (…) impliquent les forces syriennes »,. La Commission accuse également les rebelles d'avoir « bombardé indistinctement des zones habitées avec des armes improvisées, causant de nombreuses victimes civiles. Un certain nombre de ces attaques ont été menées sans objectif militaire clair et n'ont eu d'autre but que de terroriser la population civile ». Elle indique que « dans certains districts, des groupes armés ont tiré sur des civils pour les empêcher de partir, les utilisant efficacement comme boucliers humains. Les forces pro-gouvernementales sur le terrain, composées pour la plupart de milices syriennes et étrangères, ont exécuté des combattants hors de combat, des partisans soupçonnés d'appartenir à l'opposition, y compris des membres des familles des combattants. D'autres personnes ont été arrêtées et leur sort demeure inconnu ». Le rapport dénonce également l'accord final d'évacuation : « aucun civil n'avait l'option de rester. […] De tels accords sont constitutifs de crimes de guerre » pour « déplacement forcé de populations ».

## Importance géopolitique
Des experts de la géopolitique proche-orientale relèvent que la chute des rebelles à Alep permet à l'Iran de disposer d'un axe direct pour alimenter en armes le Hezbollah, qui est son allié au Liban.

### Rapports
- Breaking Aleppo, Atlantic Council, février 2017.

### Articles
- Anthony Samrani, À Alep, quatre acteurs… et un arbitre, L'Orient le Jour, 17 février 2016.
- AFP - L'orient Le Jour, La bataille d'Alep : les dates clés depuis 2012 (jusqu'à avril 2016), OLJ, 4 mai 2016.
- Luc Mathieu, Alep : le tourment décisif des frappes russes (depuis octobre 2015), Libération, 29 janvier 2016.
- Fabrice Balanche, La bataille d’Alep offre un sursis supplémentaire à l’État islamique, L'Orient le Jour, 30 avril 2016.
- Karam Al-Masri et Rana Moussaoui, Couvrir Alep, la peur au ventre et le ventre vide, Making-off AFP, 26 septembre 2016.
- Karam Al-Masri et Rana Moussaoui, Derniers jours à Alep, Making-off AFP, 8 février 2017.
- Luc Mathieu, Alep : l’histoire cachée d’une chute, Libération, 12 mars 2017.
- Christophe Ayad, La propagande et la guerre de l’information ont tenu une place essentielle dans la bataille d’Alep, Le Monde, 7 juillet 2017.

### Cartes des combats
Cartes des principales batailles d'Alep réalisées par Agathocle de Syracuse :
1. Du 3 octobre 2014  ► Offensive loyaliste à partir du secteur de l'autoroute Castello (Nord Alep) en direction des villes assiègées de Nobl et Zahraa;
2. Du 11 octobre 2014  ► Offensive rebelle à partir du secteur de Banan (Sud Alep) en direction de la base militaire loyaliste de Safirah;
3. Du 30 novembre 2014  ► Offensive rebelle à partir du secteur d'Anadan (Nord-est Alep) en direction des villes assiègées de Nobl et Zahraa;
4. Du 14 décembre 2014  ► Offensives rebelles pour la prise de quartiers situés dans le nord et le sud d'Alep (Contre-attaque loyaliste dans le nord);
5. Des 18 et 21 mars 2015  ► Offensive loyaliste à partir du secteur de la Base de défense aérienne (Nord Alep) en direction des fermes de Mallah;
6. Des 16 oct. et 10 nov. 2015  ► Offensive loyaliste à partir du secteur de Safirah (Sud-est Alep) en direction de l'aéroport de Kweires (Fin de siège)
7. Des 10, 14 et 21 décembre 2015  ► Offensive loyaliste à partir du secteur de Heder (Sud-ouest Alep) en direction de l'autoroute M5 (Alep-Damas);
8. Du 16 février 2016  ► Offensive loyaliste de la ZI d'Alep (Nord-ouest Alep) en direction des villes assiègées de Nobl et Zahraa (Fin de siège)
9. Du 10 mars 2016  ► Offensives rebelle et État islamique à partir des secteurs de Murayjat et du lac Jabbal (Sud Alep) en direction de Khanasser;
10. Carte interactive du 16 juillet 2016 ► Offensive loyaliste en direction des fermes de Mallah (Nord Alep), avant la prise de l'autoroute du Castillo et le siège des quartiers rebelles d'Alep dans les jours suivants.

Cartes de la bataille d'Alep (siège) de juillet 2016 réalisées par Peto Lucem :
1. Du 28 juin 2016  ► Offensive loyaliste à partir de Handarat (au nord d'Alep) en direction de Ard al Mallah et de la ferme nord de Mallah.
2. Du 7 juillet 2016  ► Offensive loyaliste à partir de la ferme nord de Mallah (au nord d'Alep) en direction de la ferme sud de Mallah.
3. Du 13 juillet 2016  ► Offensive loyaliste à partir de la ferme sud de Mallah (au nord d'Alep) en direction de l'autoroute M5 à hauteur du Castillo.
4. Du 17 juillet 2016  ► Offensive loyaliste à partir de l'autoroute M5 en direction de la ZI d'Al Layramoun (Début siège de l'est rebelle d'Alep)
5. Du 26 juillet 2016  ► Offensive des loyalistes basés au sud de l'autoroute Castello en direction de la zone des garages de Al Layramoun (au nord).
6. Du 27 juillet 2016  ► Double offensive loyaliste et kurde. Les Kurdes capturent Youth housing, puis atteignent l'autoroute. De nuit, les rebelles bombardent la centrale électrique d'Alep. Courant coupé, ils fuient du District Bani Zeid pris en étau entre loyalistes (ouest, nord et sud)) et Kurdes (est).
7. Du 28 juillet 2016  ► Offensive loyaliste et kurde en vue d'effectuer une jonction complète entre zones de Cheik Maqsoud et Youth housing (Kurdes), et les zones de Tell Jabenja, ZI de Al Layramoun et la dernière zone conquise de Bani Zeid (loyalistes).
8. Du 31 juillet 2016  ► Offensive rebelle massive à partir de Al Ansari (au sud-ouest d'Alep) en direction de Ramouseh et des quartiers rebelles assiégés (est d'Alep).
9. Du 02 août 2016  ► Contre-offensive loyaliste à partir de la Base d'artillerie (au sud-ouest d'Alep) en direction de Al Ansari (avec visualisation des fronts du 31 juillet au 02 août).
10. Du 03 août 2016  ► Contre-offensive loyaliste à partir de la zone reprise des logements du Projet 1070 et avancées sur deux autres secteurs en direction de l'ouest.

### Reportages et témoignages
- Cyril Hofstein et Stephen Dock, Avec les rebelles syriens dans Alep assiégée, Le Figaro, 14 septembre 2012.
- Hala Kodmani, La vie à Alep, Libération, 27 septembre 2016.
- Luc Vinogradoff, L’enfer des quartiers assiégés d’Alep raconté par une fillette, Le Monde, 3 octobre 2016.
- Syrie : Alep en ligne, Amnesty International, 10 mai 2017.
- Opération clandestine dans le chaos syrien, Europe 1, 6 mai 2021.

### Photographies
- La bataille d'Alep, Slate, 14 août 2012.
- Alep, quatre ans sous les bombes, Libération avec AFP, AP et Reuters, 27 septembre 2016.
- Syrie : les destructions de la ville d’Alep vues par satellite, Le Monde, 10 octobre 2016.
- Alep-Est : la chute imminente des insurgés, Libération, 7 décembre 2016.
- Les nouvelles technologies au chevet d'Alep, « la scintillante », Le Monde, 10 novembre 2017.

### Vidéographie
- [vidéo] Syrie, dans l'enfer d'Alep, Ligne de Front, 2013.
- [vidéo] Les fantômes d'Alep, Vice News, 2014.
- [vidéo] Syrie : au cœur de la vieille ville d'Alep, ravagée par la guerre, Francetv info, 24 janvier 2016.
- [vidéo] Syrie : Des familles sur la ligne de front, Vice news, 31 mars 2016.
- [vidéo], Régis Le Sommier, “Ce que j’ai vu à Alep”, Paris Match, 13 octobre 2016.
- [vidéo] Alep : Une vie sous les bombes, LCI, 27 novembre 2016.
- [vidéo] Pourquoi Alep est-elle finalement tombée ?, Le Monde, 17 décembre 2016.
- [vidéo] VIDEO. Syrie : que devient Alep après quatre ans de guerre ?, France 2, 13 mars 2017.

### Documentaires
- Les Derniers Hommes d'Alep, 2017
- Pour Sama, 2019